# Dresdner Verkehrsbetriebe
Die Dresdner Verkehrsbetriebe AG, abgekürzt DVB, ist das kommunale Nahverkehrsunternehmen der Stadt Dresden. Die Gesellschaft ging am 16. August 1993 aus dem VEB Verkehrsbetriebe der Stadt Dresden hervor und ist in den Verkehrsverbund Oberelbe (VVO) integriert. Die Reihe der Vorläufer des öffentlichen Linienverkehrs in Dresden reicht bis in das Jahr 1838 zurück.
Die Aktiengesellschaft betreibt zwölf Straßenbahnlinien mit einer Gesamtlänge von 213 Kilometern auf einem rund 134 Kilometer umfassenden Schienennetz. Ergänzt wird die Straßenbahn von 27 Stadtbuslinien mit einer Gesamtlänge von etwa 310 Kilometern, den beiden Dresdner Bergbahnen und drei Elbfähren sowie bis Dezember 2020 der Güterstraßenbahn CarGoTram.
Im Jahr 2024 wurden von der DVB rund 180 Millionen Fahrgäste befördert, so viele wie seit 1990 nicht mehr (2019: 164,3 Mio.). Die Schwarzfahrerquote beträgt 2 Prozent.

## Geschichte

### Vorläufer

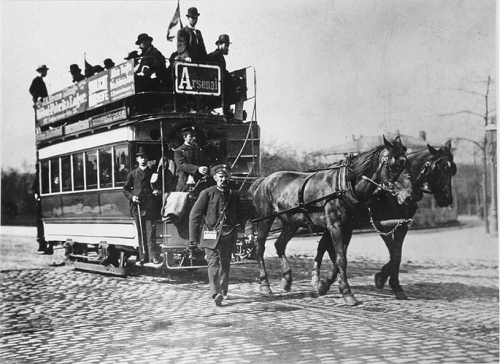
Doppeldeckwagen von einer der ersten Dresdner Pferdestraßenbahnen, Böhmischer Bahnhof – Tannenstraße (nach 1881)

Im Jahr 1838 wurde in Dresden mit einer ersten Pferdeomnibus-Linie ein Vorläufer des öffentlichen Personenverkehrs eingerichtet. In den folgenden Jahren wurde dieses Netz weiter ausgebaut und verband auch nähere Vororte. Am 26. September 1872 wurde die erste Pferdestraßenbahnlinie eröffnet. Arnold von Ettlinger hatte die Konzession erworben, die Bahn von Blasewitz nach Dresden-Plauen gebaut und an die Continentale-Pferdebahn-Aktiengesellschaft (Unternehmenssitz in Berlin) verkauft. Pferdebahnen ersetzten nach und nach die Pferdeomnibusse, dessen letzte zwei Linien 1913 eingestellt wurden.

### Die Gelbe und die Rote Straßenbahn
Die erste Straßenbahnstrecke führte vom Pirnaischen Platz (dem östlichen Zugang zur Innenstadt) zum wohlhabenden Vorort Blasewitz. Bis 1873 wurde die Strecke bis Plauen verlängert. Nach dieser ersten Linie wurden aber erst zögerlich Pferdeomnibus-Linien ersetzt. 1879 pachtete die Tramways Company of Germany Ltd. mit Sitz in London diese Linie und setzt sich in Folge für einen weiteren Ausbau ein. Wegen der Farbe ihrer Wagen wurde diese Gesellschaft im Volksmund Die Gelbe genannt.
Nach Meinungsverschiedenheiten zwischen der Stadt und der englischen Gesellschaft wurde 1889 die Deutsche Strassenbahn-Gesellschaft in Dresden konzessioniert. Wegen der Farbe ihrer Wagen wurde diese Gesellschaft im Volksmund Die Rote genannt. Anfangs war diese Gesellschaft stark benachteiligt, da sie nicht dieselben Strecken wie die Gelbe benutzen durfte. Das änderte sich am 6. Juli 1893, als die rote Gesellschaft die erste elektrische Straßenbahn Sachsens vom Schloßplatz nach Blasewitz eröffnete. Die Tramways Company konnte nur auf der Vorortstrecke zwischen Blasewitz und Laubegast einen elektrischen Betrieb durchführen, weil die Stadt ausländischen Gesellschaften keine Konzession für den elektrischen Straßenbahnbetrieb erteilte. 1894 wurde die gelbe Gesellschaft deshalb aufgelöst und für ihre Anlagen in Dresden die Dresdner Straßenbahn-Gesellschaft gegründet.

### Vereinigung des Nahverkehrs – Die Städtische Straßenbahn
Die Stadt Dresden übernahm 1905 beide Straßenbahngesellschaften und schloss sie am 1. Januar 1906 zur Städtischen Straßenbahn zu Dresden zusammen. Ab 1906 übernahm die Städtische Straßenbahn auch die Betriebsführung auf der meterspurigen, nur dem Güterverkehr dienenden Güterbahn Deuben. 1912 wurden auch die beiden Bergbahnen integriert.
Am 1. April 1914 wurde die erste Kraftomnibuslinie eröffnet. Diese führte vom Bahnhof Dresden-Neustadt zur Nürnberger Straße und bestand nur wenige Monate. Bereits am 4. August 1914 wurden die Omnibusse wegen des Ersten Weltkriegs von der Heeresverwaltung beschlagnahmt und kehrten nicht nach Dresden zurück. Erst 1925 wurde wieder ein Kraftomnibusverkehr eingerichtet.
Ende der 1920er Jahre plante die Stadt, das Unternehmen wieder zu privatisieren. Für die Überlandstrecken (außerhalb der Stadtgrenzen) wurde 1926 die Dresdner Überland-Verkehr GmbH (DRÜVEG) gegründet. In dieses Unternehmen brachte der Freistaat Sachsen die von ihm gebauten und von der Dresdner Straßenbahn betriebenen Überlandlinien der Lößnitzbahn, der Plauenschen Grundbahn, der Vorortbahn Loschwitz–Pillnitz, der Bühlauer Außenbahn und der Vorortbahn Cotta–Cossebaude sowie Industriegelände – Klotzsche/Hellerau ein. 1928 kam die Lockwitztalbahn hinzu. Die Betriebsführung oblag dabei mit Ausnahme der Lockwitztalbahn, die die DRÜVEG als einzige Linie selbst betrieb, weiter der Dresdner Straßenbahn.

### Dresdner Straßenbahn AG

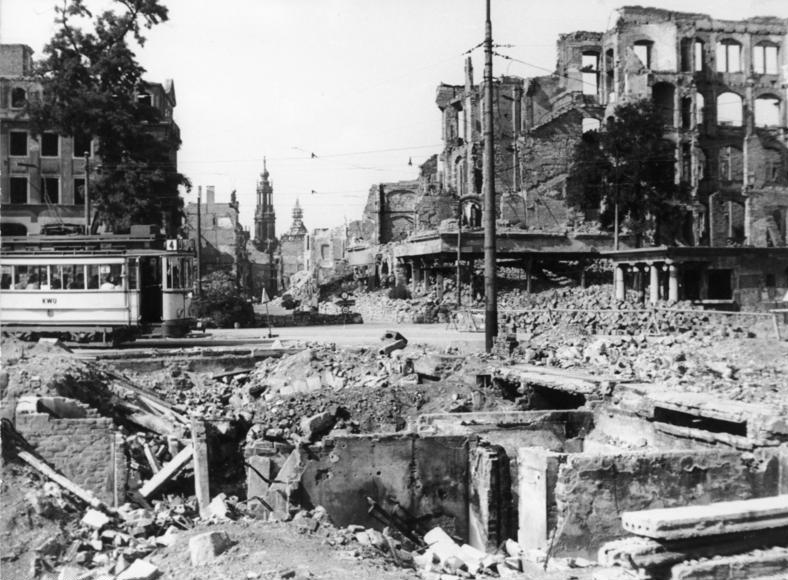
Straßenbahnbetrieb 1949 im Trümmerfeld der Inneren Altstadt (Blick vom Ende der Prager Straße entlang der See- und Schloßstraße zur Katholischen Hofkirche und dem Georgenbau des Residenzschlosses)

Am 1. Januar 1930 wurde die städtische Straßenbahn wieder in eine private Form umgewandelt und die Dresdner Straßenbahn AG gegründet. 1941 wurde die DRÜVEG von der Dresdner Straßenbahn AG übernommen. Damit gehörte nun auch die bislang von der DRÜVEG betriebene Lockwitztalbahn zum Netz der Dresdner Straßenbahn AG.

### Die Zeit nach dem Krieg – Dresdner Verkehrsgesellschaft
Durch die Luftangriffe am 13. und 14. Februar 1945 fiel das Omnibusnetz weitestgehend aus. Noch betriebstaugliche Fahrzeuge wurden zunächst als Lastwagen eingesetzt. Erst ab 20. Februar 1949 wurden sie als Straßenbahn-Ersatzverkehr (Bühlau – Weißig) eingesetzt. Die erste reguläre Omnibuslinie verkehrte am 24. Oktober 1949 (Linie A Wölfnitz – Gompitz).
Bereits 1945 wurde zur Beseitigung der absolut dringendsten Schäden am Gleisnetz der Dresdner Straßenbahn AG der Ratssteinbruch im Plauenschen Grund zugeordnet. Am 31. August 1946 wurde der Dresdner Straßenbahn AG unter gleichzeitiger Umbenennung zur Dresdner Verkehrsgesellschaft AG (DVG) die erst am 1. Januar 1946 gegründete Dresdner Transport GmbH zugeordnet. Am 19. Dezember 1946 übernahm die DVG Anteile an der neugegründeten Dresdner Ratssteinbruch-Betriebs-Gesellschaft GmbH. Nach dem Volksentscheid vom 30. Juni 1946 wurden der DVG am 14. Januar 1947 die ehemals privaten Unternehmen Union-Krafttransport-Betriebe und der Reparatur- und Garagenbetrieb Friedrich Metzner komplett zugeordnet (d. h. auf die DVG verschmolzen). Am 20. März 1947 folgte die Übernahme des Städtischen Verkehrsamtes, das ab diesem Zeitpunkt als eigenes Reise- und Auskunftsbüro der DVG betrieben wurde. Am 13. Oktober 1947 übernahm die DVG das Diabas-Schotterwerk in Nentmannsdorf und am 3. Februar 1948 Anteile am Dachziegelwerk Gröba GmbH in Riesa. Kurz vor Bildung des KWU wurden die Dresdner Ratssteinbruch-Betriebs-Gesellschaft GmbH und die Dachziegelwerk Gröba GmbH vollständig auf die DVG verschmolzen.
Die DVG wurde am 1. Januar 1949 mit weiteren Betrieben zu einem Eigenbetrieb der Stadt Dresden, Kommunales Wirtschaftsunternehmen der Stadt Dresden (KWU), umgewandelt und erhielt im September 1949 noch die Aufgabe des Krankentransportes zugewiesen.
Im Jahr 1949 wurde auf der Grundlage der vor dem Zweiten Weltkrieg verkehrenden Buslinie C, die noch nicht wieder in Betrieb gegangen war, schrittweise eine Oberleitungsbus-Linie aufgebaut. Als neue Buslinie C wurde sie Ende 1949 in Betrieb genommen (nach dem Liniensystem 1969 und bis heute: Linie 61).

### VEB Verkehrsbetriebe der Stadt Dresden

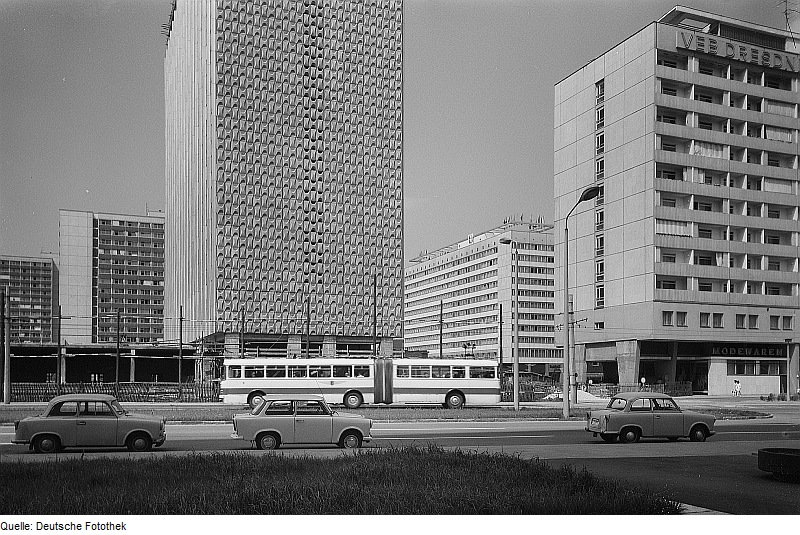
Ikarus 180 vor dem neuerbauten Interhotel Newa, um 1970

Am 1. April 1951 werden die Verkehrsbetriebe als VEB Verkehrsbetriebe der Stadt Dresden verstaatlicht und erneut ein eigenständiger Betrieb. Dabei wurden die sachfremden Aufgaben (Dachziegelwerke, Krankentransport usw.) wieder herausgelöst. Lediglich der Betriebsteil Elbfähren verblieb bei dem neuen Betrieb.
Änderungen der Betriebsbezeichnung, wie zum Beispiel zeitweise in VEB (K) Verkehrsbetriebe der Stadt Dresden, hatten keine inhaltliche Änderungen zur Folge: Das (K) stand zeitweilig für kreisgeleitet und kennzeichnete Unternehmen (wie auch (B) für bezirksgeleitet), die nicht der zentralen Bilanzhoheit eines Ministeriums in Berlin unterstanden.
Im Jahr 1953 wurde den Verkehrsbetrieben die Betriebsführung der Industriebahn im Industriegelände von der Deutschen Reichsbahn übergeben. 1954 erhielten die Verkehrsbetriebe die ersten fünf Busse vom ungarischen Hersteller Ikarus (Typ 601). 1956 folgten fünf Ikarus 30, 1955/1956 25 Ikarus 60, 1958–1967 63 Ikarus 66, 1969–1973 die ersten Gelenkbusse Ikarus 180, 1970–1972 32 Ikarus 556, 1972–1988 104 Ikarus 260 und 1974–1988 115 Wagen der Gelenkbusvariante Ikarus 280. Für den Verkehr von Reisegruppen, Stadtrundfahrten und ähnliches wurden von 1962 bis 1988 insgesamt 30 Ikarus-Busse der Typen 55, 630, 250, 255, 256, 211 und 425 eingesetzt.
Im September 1963 begann wegen Personalmangel die Ausrüstung der Fahrzeuge mit Zahlboxen, die Umstellung auf schaffnerlosen Betrieb (OS-Betrieb) fand nach und nach linienweise – beginnend mit der Linie 20 – bis 1967 statt. Ende April 1973 wurden alle Stadtverkehrs-Fahrzeuge der Verkehrsbetriebe Dresden – als erstes Verkehrsunternehmen in der DDR – mit mechanischen Lochentwertern ausgerüstet. Damit waren die Fahrzeuge bargeldlos, die Fahrkarten mussten im Vorverkauf erworben werden.
Im Dezember 1975 wurde der O-Bus-Betrieb (Linie 61) eingestellt und alle Fahrten mit Dieselbussen durchgeführt.

### Dresdner Verkehrsbetriebe AG
Im Sommer 1990 ging der VEB Verkehrsbetriebe der Stadt Dresden in den Besitz der Treuhandanstalt über. Da bereits zu diesem Zeitpunkt klar war, dass das Unternehmen wieder in den Besitz der Stadt Dresden übergehen wird, konnte das Unternehmen trotzdem eigenständig und ohne wesentliche äußere Einflüsse der Treuhandanstalt geführt werden. Die Umwandlung in eine Aktiengesellschaft wurde bereits 1990 beschlossen und die Übertragung an die Stadt Dresden im Jahr 1991 vorgenommen. Da sich bei der Eintragung in das Handelsregister herausgestellt hatte, dass die Umwandlung in eine AG nicht formgerecht vorgenommen wurde, musste die Gründung ein zweites Mal erfolgen, bis rechtskräftig der Betrieb am 16. August 1993 in die heutige Rechtsform unter dem Namen Dresdner Verkehrsbetriebe Aktiengesellschaft umgewandelt wurde. Dabei waren Tarif- und Linienhoheit 1990 mit der Übertragung des VEB an die Treuhandanstalt an die Stadt Dresden übergegangen, die zum 1. Juni 1991 ein neues Tarifsystem einführte, das in den Grundzügen noch gültig ist und Grundlage für den Tarif des Verkehrsverbundes Oberelbe wurde.
1997 wurden die Anteile an der DVB AG von der Stadt Dresden in die als Finanzholding neu gegründete Holdinggesellschaft Technische Werke Dresden GmbH (TWD) eingebracht, um den steuerlichen Querverbund zur Energieversorgung nutzen zu können. In diesem Zusammenhang wurde aus verschiedenen bis dahin eigenständigen Unternehmen die DREWAG als Dresdner Stadtwerke wieder gegründet, deren kommunale Anteile ebenfalls die TWD hält. Dabei übernahmen zwei Geschäftsführer – Rainer Zieschank und Hans-Jürgen Credé – gleichzeitig Geschäftsführeraufgaben in der TWD, Rainer Zieschank wurde neben seinen Aufgaben bei der DVB und in der TWD 2007 gleichzeitig Geschäftsführer der DREWAG. Der dritte der Geschäftsführer der DVB aus der Anfangszeit, Frank Müller-Eberstein, wurde mit Erreichen seines Ruhestandes verabschiedet. Grund war aber auch, dass der Personalabbau in der DVB erheblich schneller vonstattenging, als es Unternehmensprognosen vorsahen: Da das Unternehmen etwa ab 2002 die Schwelle von 2000 Arbeitnehmern unterschritt, bedurfte es aktienrechtlich keines Arbeitsvorstandes mehr. Deshalb hat die DVB AG nur zwei Vorstandsmitglieder. Der Vorsitzende des DVB-Betriebsrates ist stellvertretender Aufsichtsratsvorsitzender.
Traditionell war von 1990 bis 2016 der Oberbürgermeister der Stadt Dresden auch Aufsichtsratsvorsitzender der DVB AG: 1993–2001 war es Herbert Wagner, 2001–2008 Ingolf Roßberg, 2008–2015 Helma Orosz sowie seit März 2015 Dirk Hilbert. Diese Regel wurde am 14. März 2016 verlassen, seitdem leitete Bürgermeister Raoul Schmidt-Lamontain den Aufsichtsrat. Seit Oktober 2020 bekleidet Bürgermeister Stephan Kühn das Amt.
Die DVB ist ein in Deutschland genehmigtes öffentliches Eisenbahnverkehrsunternehmen.

## Fahrzeuge

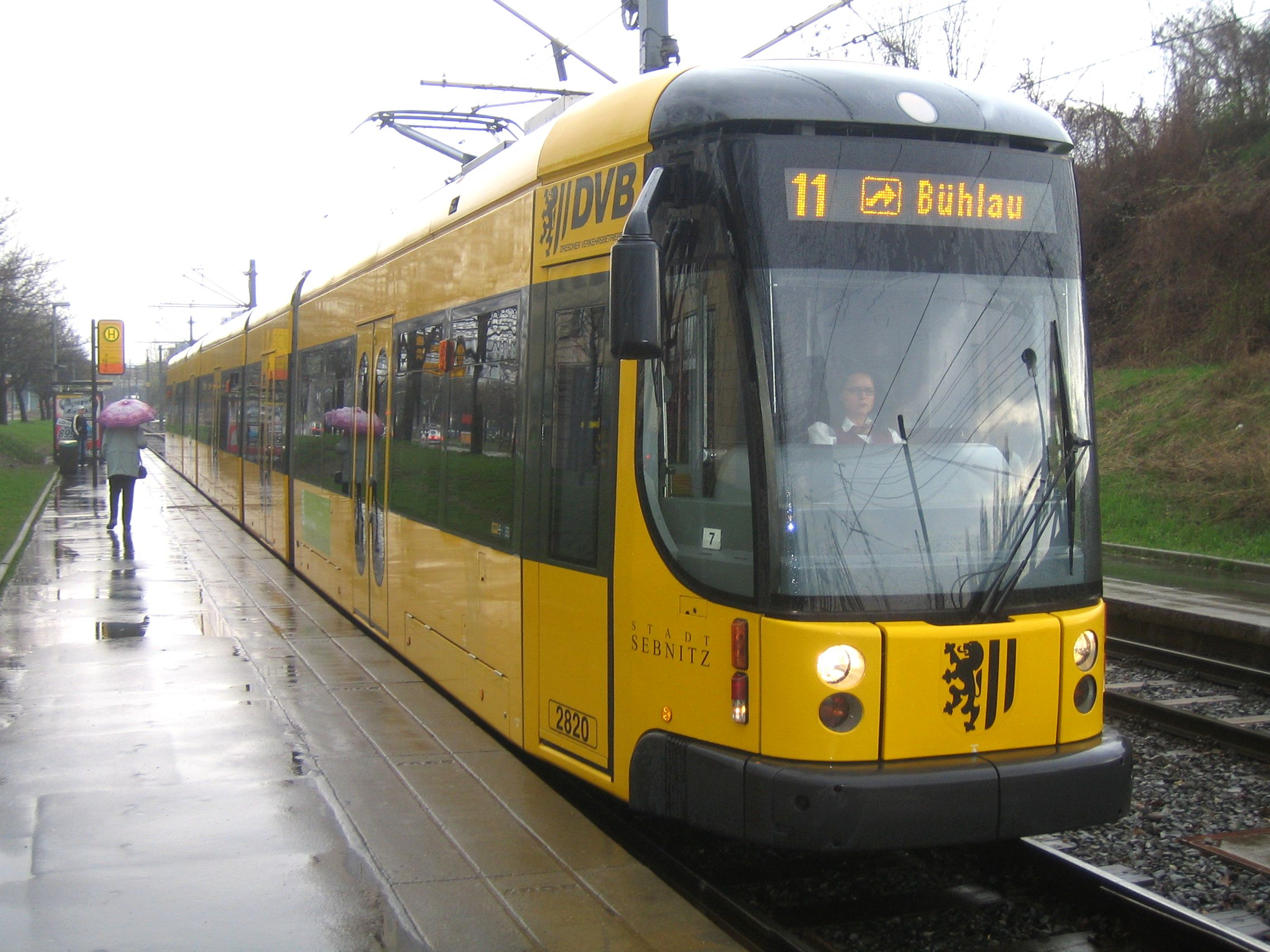
Ein 45 Meter langer Niederflur-Gelenktriebwagen des Typs NGT D12DD auf der Linie 11.

Die Fahrzeuge der DVB sind seit Ende der 1980er Jahre in den Stadtfarben Schwarz und Gelb lackiert.
Mittlerweile ist der komplette Fahrzeugpark niederflurig und mit moderner Informationstechnik ausgestattet. Dazu gehören das BLIS (Blindeninformationssystem), die elektronischen Zielanzeigen und Fahrgastinformationsmonitore, die vom IBIS (Integriertes BordInformationsSystem) gesteuert werden (Fahrzeuge ab dem Baujahr 2003). Die Kommunikation zwischen jedem Fahrzeug im Liniennetz der DVB und der Betriebsleitstelle wird über das Rechnergestützte Betriebsleitsystem (RBL) und Schnittstellen wie dem IBIS-Gerät über Datentelegramme (alle 15 Sekunden an die Leitstelle) und Infrarot-Baken (an Fahrtstrecken installiert) in moderner Form realisiert. Seit 2008 wird die Umrüstung auf das Modernere ITCS vollzogen.

### Straßenbahn
Der Linienverkehr wird mit 190 Niederflur-Gelenktriebwagen durchgeführt, die seit 1995 von der DWA (dann Bombardier Transportation, jetzt Alstom) in Bautzen hergestellt wurden.
Zwischen 2021 und 2023 wurden 33 neue Straßenbahn-Gelenktriebwagen vom Typ NGT DXDD von Alstom in Bautzen und Görlitz gebaut. Die neuen Straßenbahnen sind 43,5 Meter lang und mit 2,65 Meter Breite 35 Zentimeter breiter als die bisherigen Straßenbahnwagen. Der erste der 4,2 Millionen Euro teuren Wagen hat am 26. November 2022 auf der Linie 2 den Fahrgastbetrieb aufgenommen. Die neuen Straßenbahnen verkehren neben dieser Linie auch auf der Linie 3 und zukünftig auf der Linie 9.

### Busse
Die Modernisierung der Busflotte verlief wesentlich schneller als die der Straßenbahn, da letztere eine längere Haltbarkeit aufweisen. Bereits im Jahr 2001 konnte der letzte Ikarus-Bus außer Dienst gestellt werden. Die DVB nutzt Busse der Hersteller EvoBus (nur Mercedes-Benz), MAN und Solaris. Der Doppelgelenkbus des belgischen Herstellers Van Hool (AGG 300) für besonders stark nachgefragte Buslinien wurde 2004 von den Verkehrsbetrieben getestet, zum regulären Einsatz kam es jedoch nicht. Des Weiteren wurde Ende März und Ende September 2007 sowie vom 14. März 2013 bis Ostern 2013 ein vierachsiger Gelenkbus des Typs EvoBus MB O 530 GL (CapaCity) auf seine Einsatzfähigkeit in Dresden getestet. Seit 2017 gehört der ebenfalls vierachsige Nachfolger Capacity L zum Portfolio, dieser Fahrzeugtyp wird auf den nachfragestärksten Buslinien eingesetzt.
Ab März 2007 wurde ein Linienbus mit Hybridantrieb getestet. Der Hersteller Solaris kaufte die kombinierte Antriebstechnik aus Dieselmotor, zwei Elektromotoren und Speichereinheiten in den Vereinigten Staaten, wo Hybridantriebe schon länger eingesetzt werden, und setzte sie im Urbino 18 Hybrid ein. Über die Beobachtung eines normalen Busses, der dann vom selben Fahrer gefahren wird, wollten Fachleute vom Fraunhofer-Institut für Verkehrs- und Infrastruktursysteme vergleichende Aussagen zum Kraftstoffverbrauch des Hybridantriebs treffen können. Der Vergleich war erforderlich, um die Annahmen über die Amortisation der höheren Anschaffungskosten (rund 380.000 Euro mehr) durch die Kraftstoffersparnis zu bestätigen. Ziel war es, den Dieselverbrauch von 55 auf 44 l/100 km zu senken.
Für den Ausbau der Hybridbusflotte wurden 2009 zusammen mit den Leipziger Verkehrsbetrieben Fördermittel im Rahmen des Projekts Modellregionen Elektromobilität des Bundesministerium für Verkehr, Bau und Stadtentwicklung beantragt. Ab 2011 waren in Dresden sechs Busse des Typs Hess BGH-N2C Vossloh-Kiepe-Hybridbus, acht Busse des Types Mercedes-Benz Citaro G BlueTec Hybrid sowie drei Fahrzeuge des Typs MAN Lion’s City Hybrid unterwegs. Mitte 2012 waren insgesamt 18 Hybridbusse im Einsatz. Die Kraftstoff-Ersparnis betrug den DVB zufolge durchschnittlich 16 Prozent und sollte auf 20 Prozent gesteigert werden. Ein entscheidender Faktor ist die Notwendigkeit, im Winter eine zusätzliche Heizung zu betreiben, da der Motor zu wenig Abwärme produziert. Der rund doppelt so hohe Anschaffungspreis der Fahrzeuge rechnete sich damit noch nicht. 2015 wurde ein Elektrobus Solaris Urbino 12 electric mit ausfahrbarem Dachstromabnehmer beschafft. Dieser wurde auf der nur 5,2 km langen Buslinie 79 Mickten–Übigau eingesetzt. An der Endhaltestelle Mickten wurde eine Ladestation mit Stromversorgung von der Straßenbahn eingerichtet.
2016 wurde zum Test ein Citaro CapaCity L auf den Linien 61 und 62 eingesetzt. Die DVB entschieden sich daraufhin, weitere elf Fahrzeuge der viertürigen Variante zu beschaffen. Sie fahren seit Januar 2017 auf den nachfragestärksten Buslinien der sächsischen Landeshauptstadt, insbesondere auf der Linie 62. Am 22. Februar 2021 erhielt die DVB einen Fördermittelbescheid über insgesamt 8,7 Millionen Euro aus Mitteln des Europäischen Fonds für regionale Entwicklung (EFRE). Damit wurden in den Jahren 2021 bis 2023 insgesamt 74 neue Busse von den Herstellern Mercedes-Benz und MAN beschafft. Die Bestellung beinhaltete auch 20 neue, rein elektrisch betriebene Busse des Typs eCitaro von Mercedes-Benz.

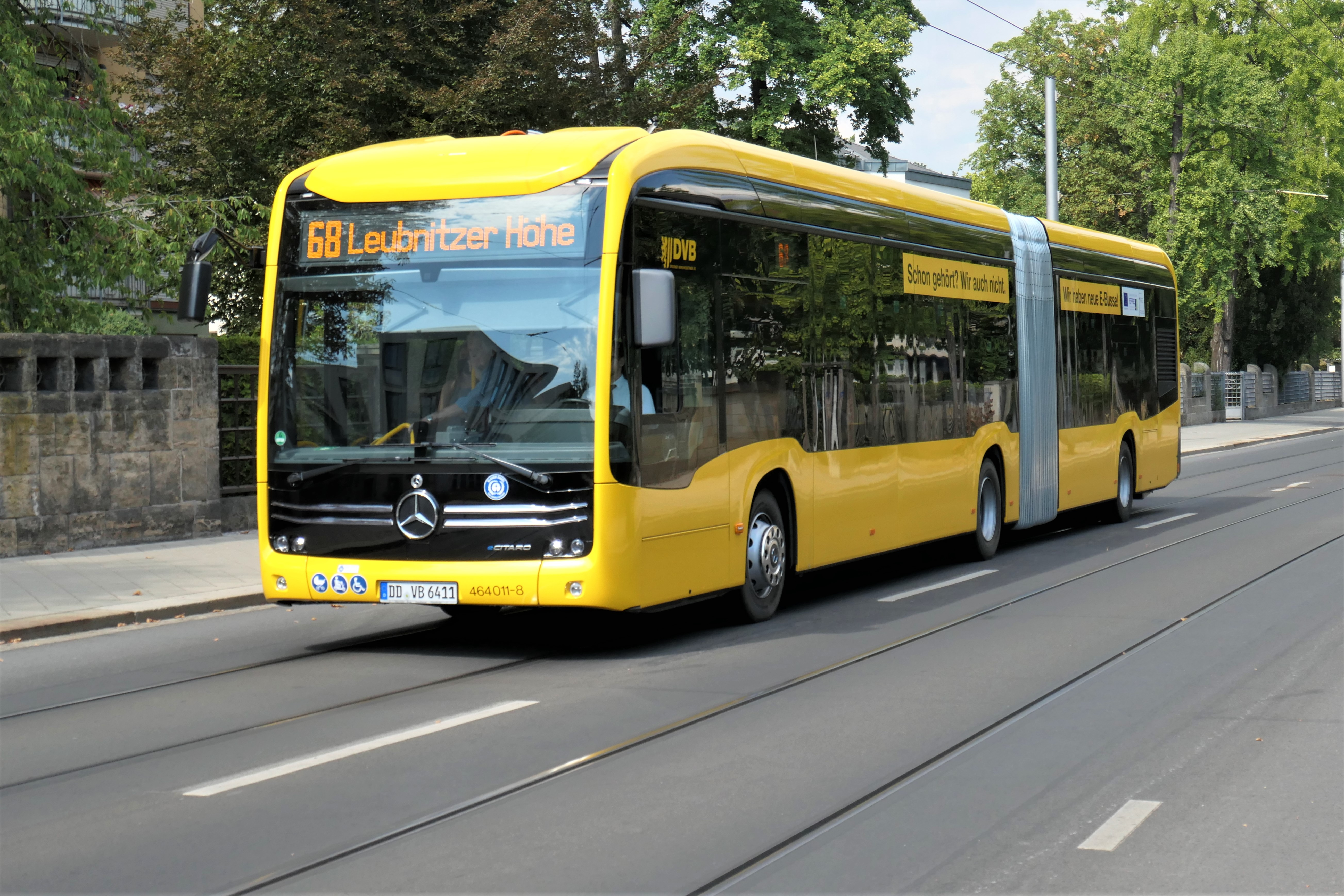
Ein vollelektrischer Mercedes-Benz eCitaro Gelenkbus auf der Linie 68.
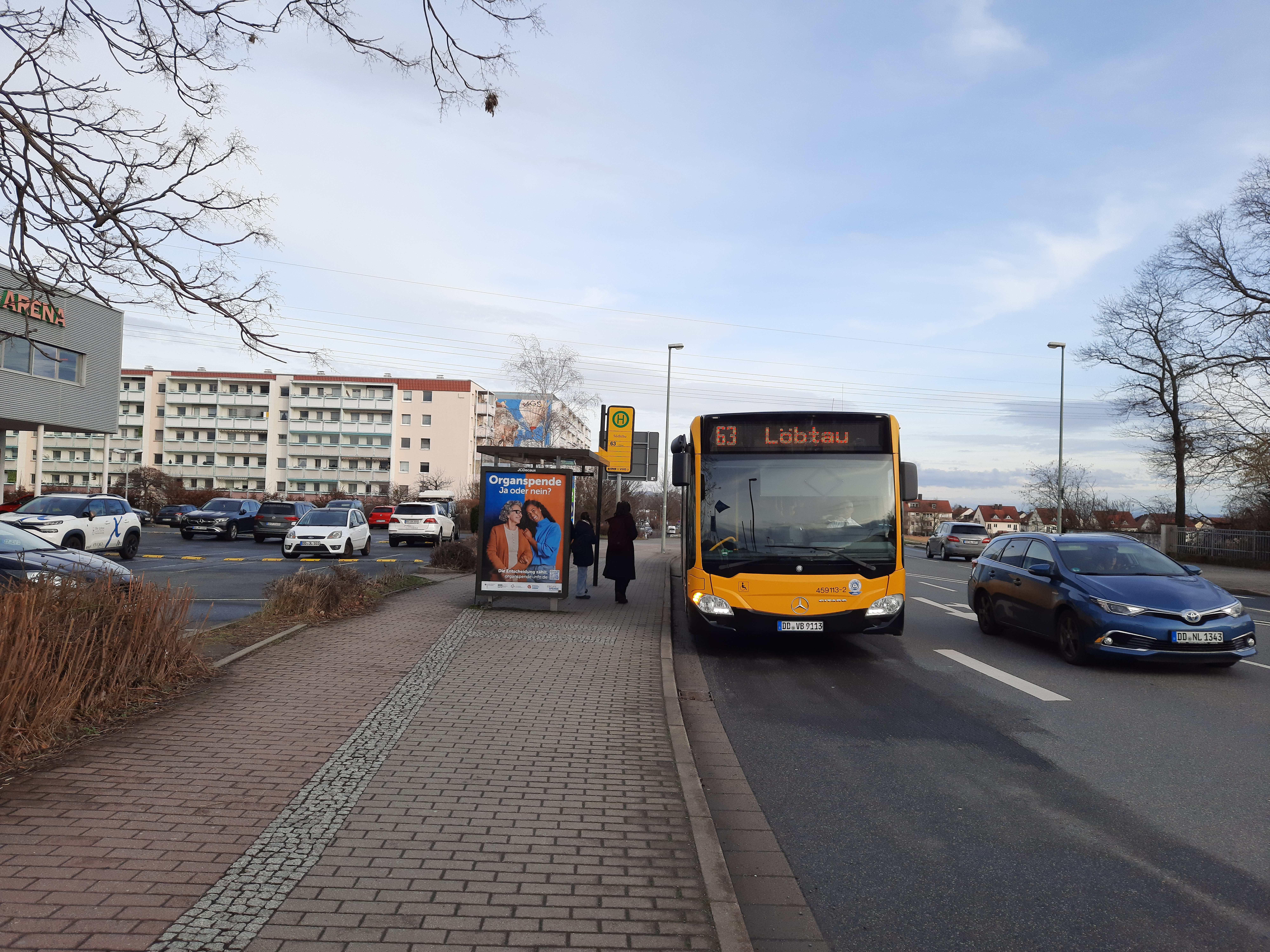
Ein Mercedes-Benz Citaro G (C2) auf der Linie 63.
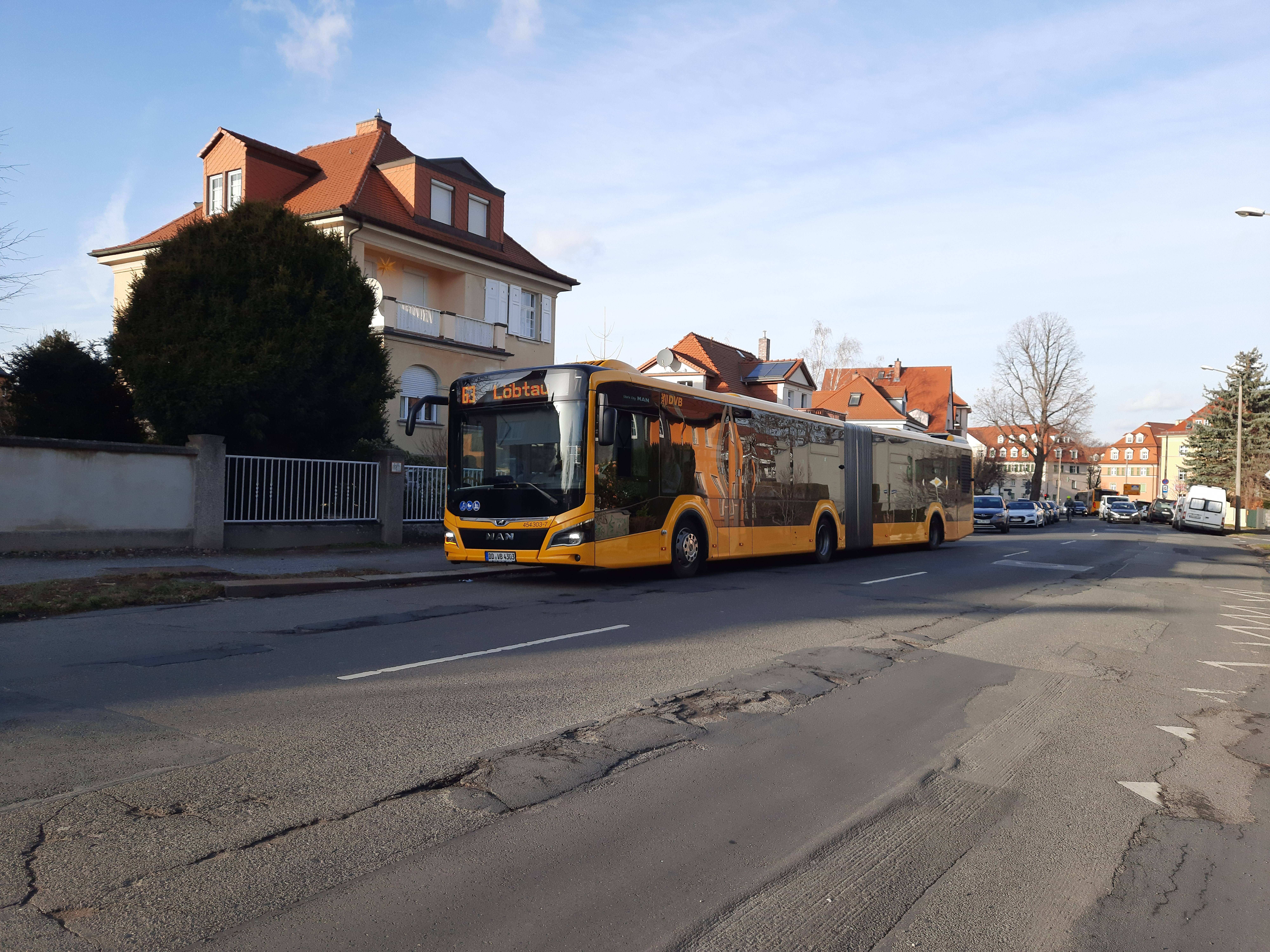
Ein MAN Lion’s City 18 auf der Linie 63.
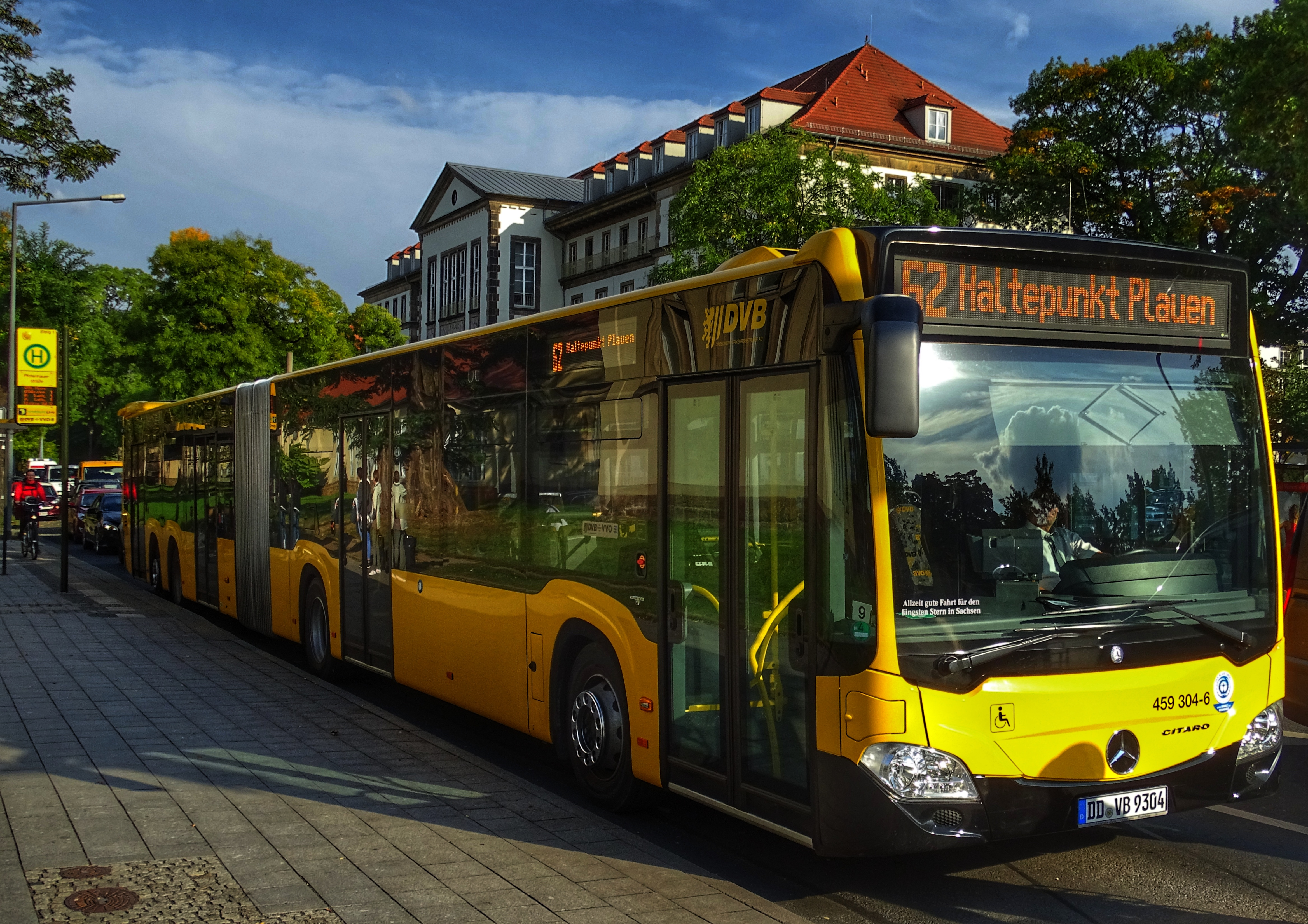
Ein Mercedes-Benz CapaCity L auf der Linie 62.
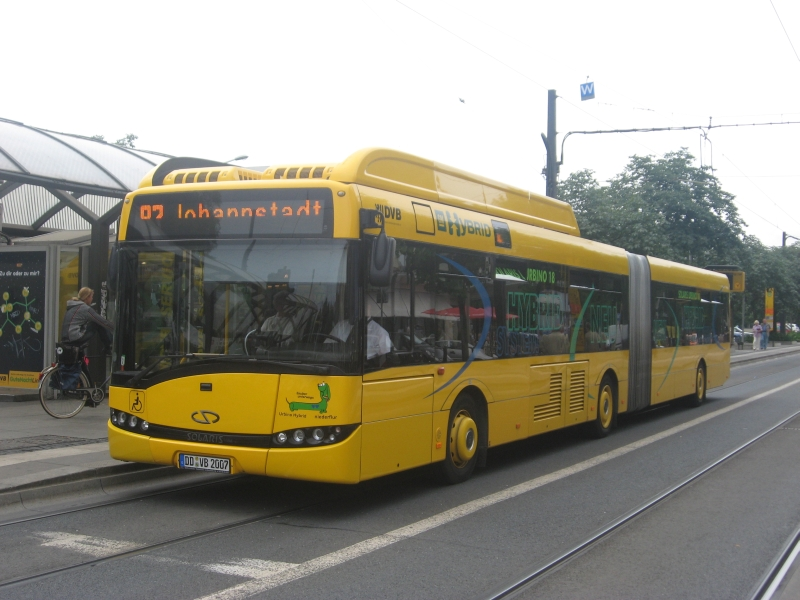
Der ehemalige Solaris Urbino 18 Hybrid (ausgemustert seit 2016) auf der ehemaligen Linie 82.
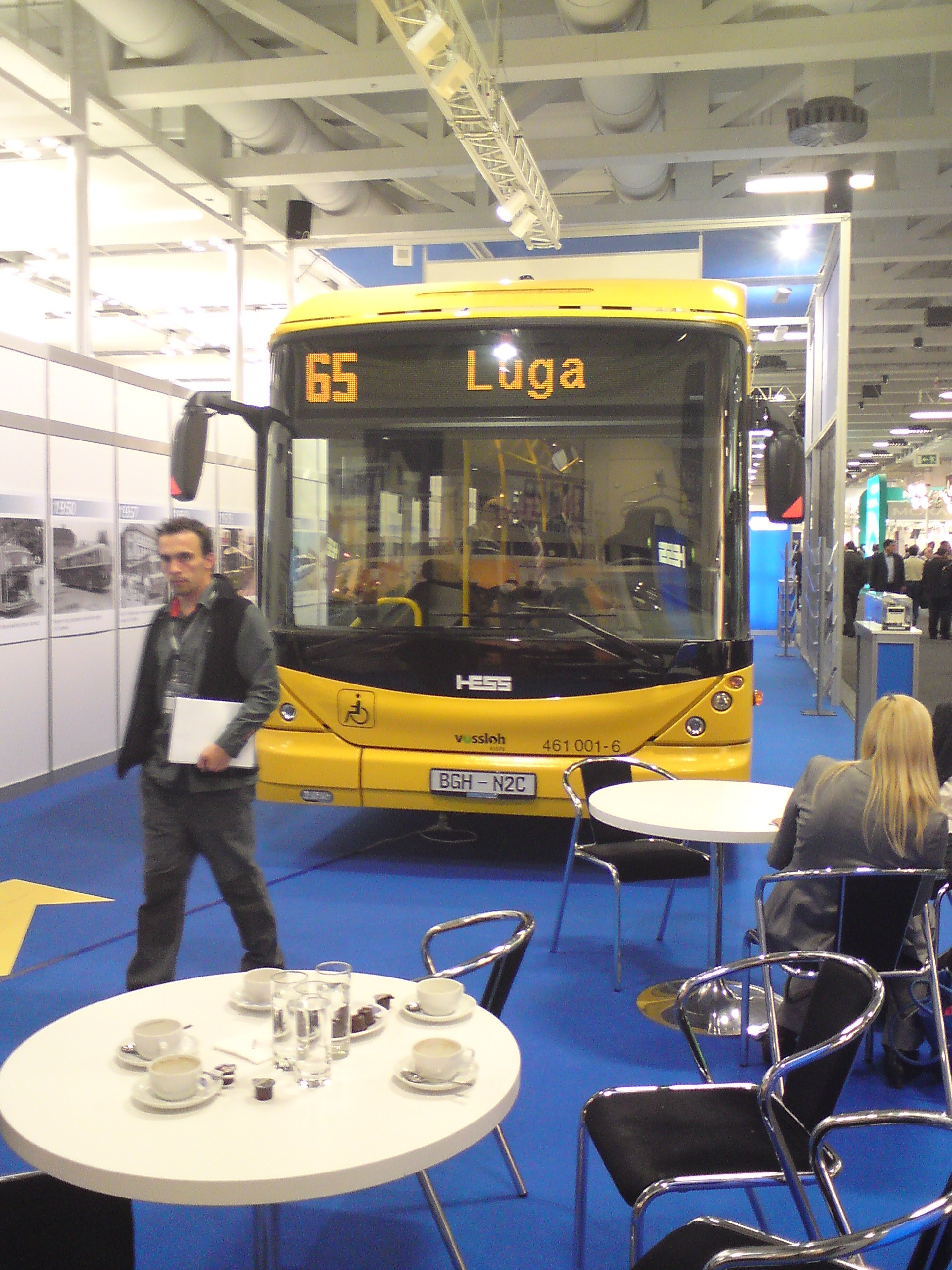
Ein ehemaliger Hess BGH-N2C Vossloh-Kiepe-Hybridbus auf der Innotrans 2010.
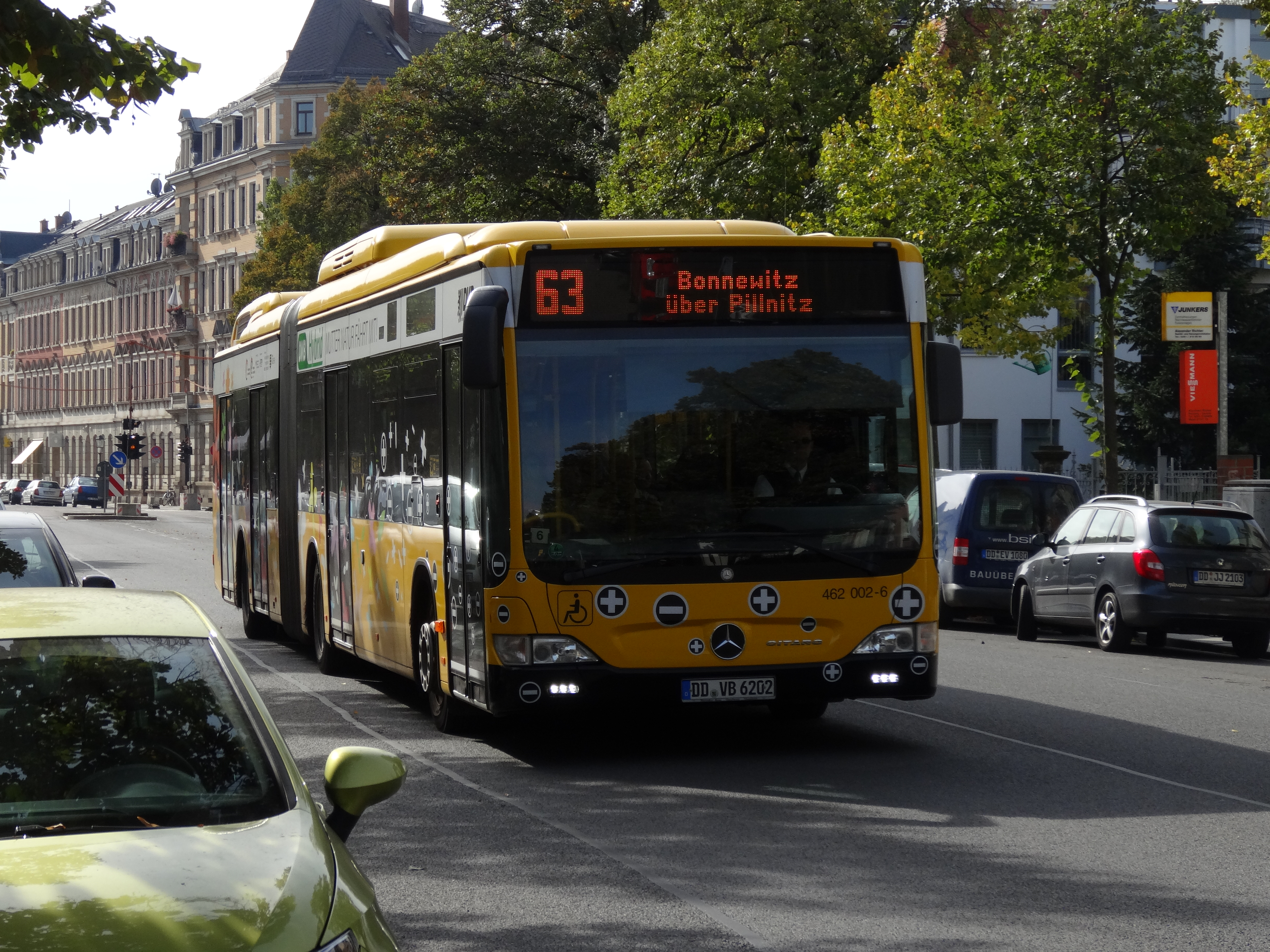
Ein ehemaliger Mercedes-Benz Citaro G BlueTec-Hybrid auf der Linie 63.

### Fähren
Die DVB besitzt vier Fährboote und eine Autofähre. Die Fährboote tragen die Namen „Erna“ (Bj. 1927), „Elbflorenz“ (Bj. 2000), „Johanna“ (Bj. 2004), und „Caroline“ (Bj. 2012). Die Autofähre „Schloßfähre“ (Bj. 1994) trägt ihren Namen wegen ihres Einsatzortes am Schloss Pillnitz.

### Berufsausbildungen

Fahrschule der DVB in Sebnitz

Die Dresdner Verkehrsbetriebe bieten Ausbildungen in verschiedenen Berufen an, z. B. zum Berufskraftfahrer und Kaufmann für Büromanagement.

## Betriebshöfe
Für den Betriebszweig Straßenbahn besitzen die Dresdner Verkehrsbetriebe drei Betriebshöfe: Neben dem größten Betriebshof in Gorbitz sind dies der Betriebshof Trachenberge in Pieschen (im Nordwesten) und der Betriebshof Reick (im Südosten). Die Omnibusse werden im zentralen Busbetriebshof in Gruna sowie im Betriebshof Trachenberge abgestellt.

### Betriebshof Gorbitz
Der Betriebshof Gorbitz liegt in südwestlicher Außenlage des Straßenbahnnetzes und umfasst ein Betriebsgelände von 11.000 m². Zum Betriebshof gehören neben der Abstellhalle mit zwölf Gleisen die Betriebswerkstatt mit sechs Gleisen und die Schwerpunktwerkstatt mit angeschlossener Nebenwerkstatt, die fünf Gleise umfasst.

### Busbetriebshof Gruna

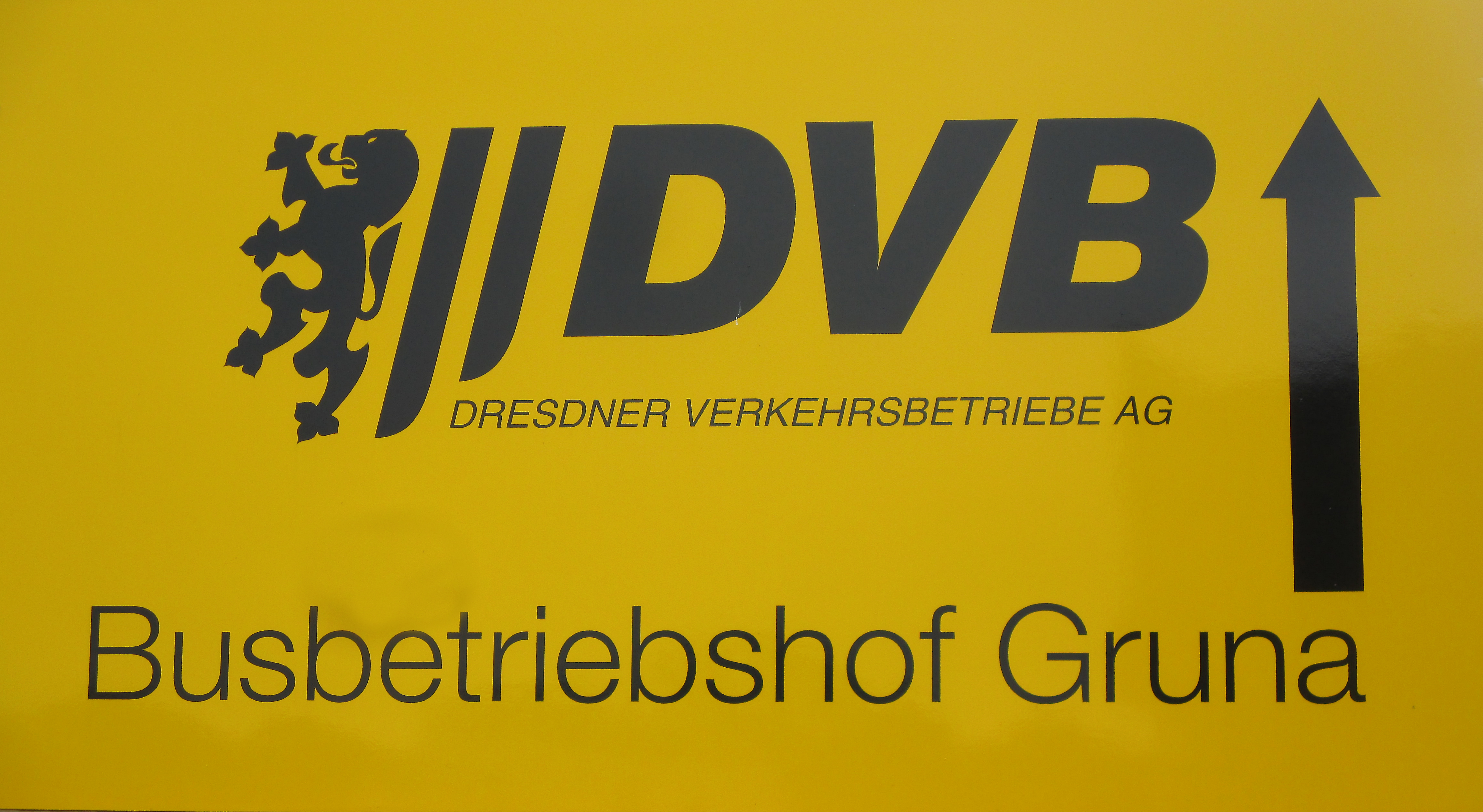
Busbetriebshof Gruna

Busse werden hauptsächlich im zentralen Busbetriebshof in Gruna abgestellt. Von den etwa 150 Bussen nimmt die Anlage 116 auf, die in offenen und geschlossenen Abstellhallen geparkt werden. Der Betriebshof Gruna ersetzte den alten Betriebshof Blasewitz an der Heinrich-Schütz-Straße sowie die Abstellanlage an der Albertbrücke. Er liegt südöstlich der Innenstadt etwa in mittiger Lage der Buslinie 61, die einen großen Fahrzeugeinsatz erfordert, der durch Taktverdichtungen schwankt.

### Betriebshof Reick
Der Betriebshof Reick liegt in südöstlicher Randlage des Netzes und ist hauptsächlich als Abstellanlage konzipiert. Er verfügt über neun 150 Meter lange Gleise in einer Abstellhalle. In Reick können 45 der 30-Meter-Triebwagen abgestellt werden. In der Anlage befindet sich außerdem eine dreigleisige Halle für Reinigungsarbeiten sowie Kleinreparaturen in und an den Fahrzeugen.

### Betriebshof Trachenberge
Der Betriebshof Trachenberge, auf dessen Gelände die Dresdner Verkehrsbetriebe ihren Unternehmenssitz haben, liegt im Dresdner Norden, zwischen Heidestraße und Trachenberger Straße. Er ist als Abstellanlage konzipiert und bietet außerdem einen Abstellplatz für 34 Busse. Zusätzlich enthält er in der alten Fahrzeughalle das Straßenbahnmuseum Dresden, in welchem historische Dresdner Straßenbahnfahrzeuge gesammelt werden. Sie werden vom Straßenbahnmuseum Dresden e. V. gepflegt. Der Besuch des Straßenbahnmuseums ist an wenigen Tagen im Jahr möglich. Weiterhin ist der Verein Historische Kraftfahrzeuge des Dresdner Nahverkehrs e. V. in diesem Betriebshof untergebracht. Durch ihn werden einige historische Busse und Kraftfahrzeuge aufgearbeitet und erhalten.

## Liniennetz

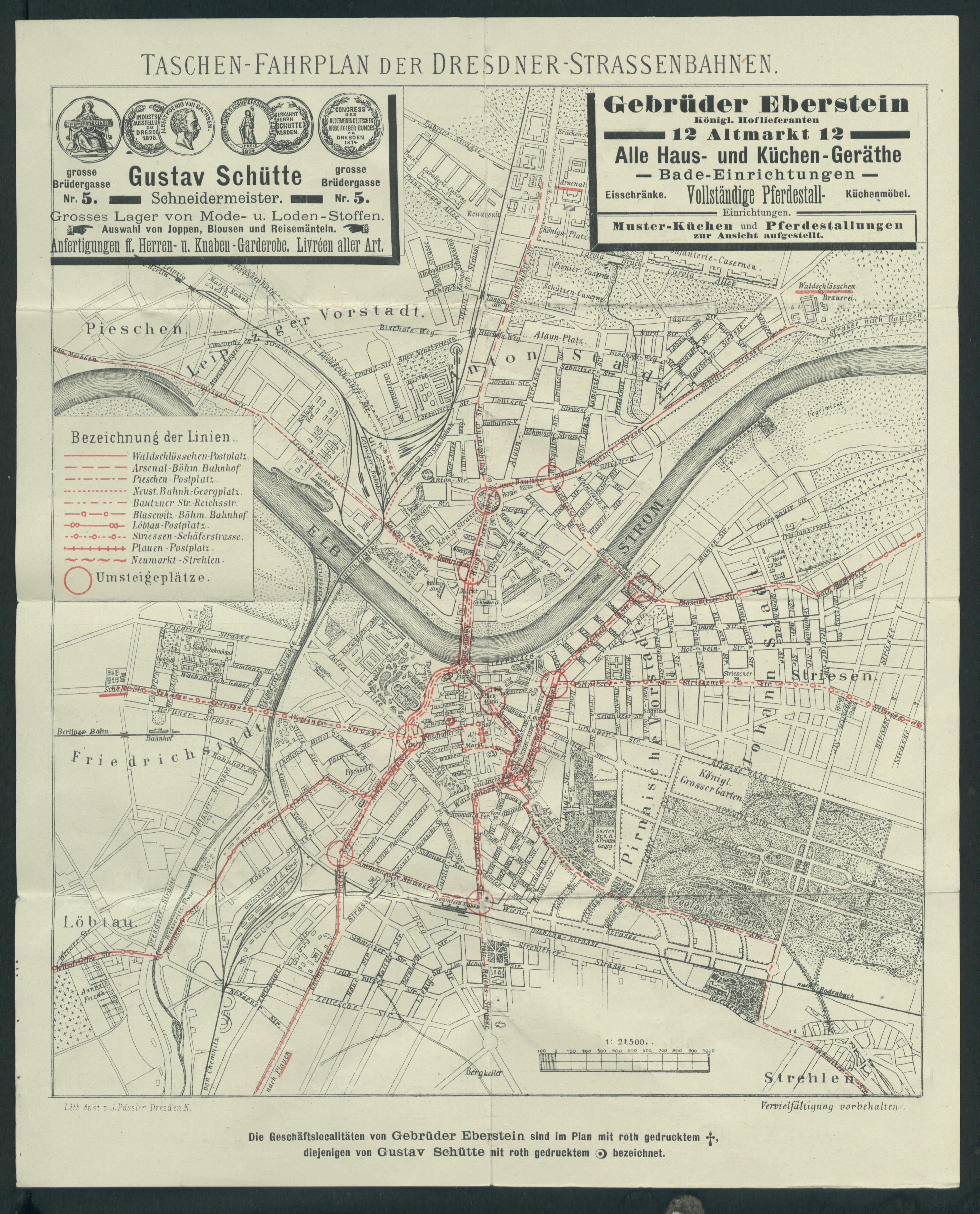
Liniennetz 1885

Liniennetz der DVB ab 5. Januar 2015

Die letzten grundlegenden Reformen, auf denen das heutige Netz basiert, fanden im Jahr 2000 bei der Straßenbahn und 2009 bei den Buslinien statt.

### Straßenbahn
Aktuell werden zwölf Straßenbahnlinien auf einem rund 213 Kilometer langen Liniennetz betrieben, das Streckennetz hat eine Länge von 134,4 Kilometer, davon 11,5 Kilometer eingleisig.

### Bus
Bis 1964 wurden die Buslinien mit Buchstaben gekennzeichnet. Seitdem führen die Buslinien stets zweistellige Liniennummern, bis 1990 ab 50, seitdem im Bereich von 60 an aufwärts. Mit der Linienreform vom 4. Mai 1969 trugen die beiden Ausflugslinien Platz der Einheit – Heidemühle und Bühlau – Ullersdorf, die nur samstags und sonntags verkehrten 50er-Nummern, der Oberleitungsbus 60er-Nummern und der Omnibus die Nummern von 70 bis zunächst 93. Die Linie 99 war zunächst eine Sonderlinie vom damaligen Bahnhof Neustadt zum Flughafen. Auch nach der Einstellung des O-Bus-Verkehrs 1975 blieb es bei der Linienbezeichnung 61. Hinzukommende Buslinien füllten in den 1990er Jahren die Lücken auf.
Erst mit der letzten Reform des Liniennetzes im Jahr 2009 bekamen – ausgehend von der Studentenlinie 61 – die am häufigsten verkehrenden Linien (10-Minuten-Takt tagsüber) die Nummern 61 bis 66. Die Nummern von 70 an aufwärts sind nunmehr an Buslinien mit Erschließungs- und/oder Zubringerfunktion vergeben.
Die DVB betreiben (Stand Juni 2025) 25 Stadtbuslinien, die von drei Linien im Anruflinientaxi-Prinzip (alita) ergänzt werden. Die Buslinien sind als Ergänzung zum Schienennetz konzipiert, verlaufen zumeist orthogonal oder tangential zu den Straßenbahnstrecken und bedienen die Innenstadt meist nur am Rande. Eine Ausnahme bilden die Buslinien 62 (bis 2009: 82) und 68 (bis 2021: 75), die die Innenstadt durchqueren. Die Verkehrsbetriebe haben das Angebot der beiden Linien in den letzten Jahren mehrfach angepasst, so wurden im Juli 2006 ihre Fahrtziele überkreuz vertauscht, sodass sich beide zentrumsnah an der Prager Straße mit Umstiegsmöglichkeiten untereinander sowie zu sehr vielen Straßenbahnlinien treffen. Seit der Verlängerung der Straßenbahn-Linie 10 am 29. Mai 2011 zur Messe Dresden wurde die Bedienung der Messe durch die Linie 75 eingestellt und damit das „Buskreuz“ wieder aufgehoben, die Linie 75 verkehrte seitdem ab der Haltestelle „Hans-Dankner-Straße“ zur Endhaltestelle „Pirnaischer Platz“, wo es weiterhin eine Verknüpfung mit der Linie 62 gab. Im Rahmen der Neutrassierung der Straßenbahnstrecke zwischen Wasaplatz und der Tiergartenstraße über die Oskarstraße zur Anbindung des S-Bahn-Haltepunkts Strehlen wurde die Linie 75 im Juli 2019 erneut zur Prager Straße geführt und mit der Linie 94 (Niederwartha–Prager Straße) verschmolzen. Damit einher ging werktags eine Taktverdichtung auf 10 Minuten (alte Linie 75) bzw. 20 Minuten (alte Linie 94). Seit dem 6. September 2021 gibt es einen durchgängigen 10-Minuten-Takt im Tagesverkehr zwischen Cossebaude und Leubnitzer Höhe. Seitdem verkehrt die Linie mit der Liniennummer 68. Ab 2022 werden auf dieser Linie, sowie der Linie 81, Elektro-Batteriebusse eingesetzt. Dafür wurden in Cossebaude, an der Leubnitzer Höhe und in Wilschdorf Ladestationen eingerichtet.
Von den 25 Buslinien queren nur sechs die Elbe, und dies ausschließlich außerhalb der Innenstadt (Linien 61, 63 und 84 über das Blaue Wunder, 64 über die Waldschlößchenbrücke, 70 und 80 über die Flügelwegbrücke).
Die Buslinie 61 (Löbtau – Bühlau – Weißig/Fernsehturm) ist mit bis zu 400 Fahrgästen in fünf Minuten eine der am stärksten genutzten Buslinien Deutschlands. Besonders im Bereich des Campus der TU Dresden reichen selbst Verstärkerfahrten in dichter Taktfolge nicht immer aus, um den studentischen Andrang zu bewältigen. Problem dabei ist, dass ein dichterer Takt als alle drei Minuten nicht möglich ist, da vorausfahrende Busse an den Haltestellen nachfahrende aufhalten. Die Linie 61 verbindet die wichtigsten Punkte des Campus (Wasaplatz, Landes- und Universitätsbibliothek, Technische Universität Fritz-Foerster-Platz und Nürnberger Platz), der sich von Strehlen bis in die Südvorstadt erstreckt. Im Mittel fahren hier 35.000 Fahrgäste täglich. Weiterhin verbindet die Buslinie über den Schillerplatz, den Pohlandplatz, die Haltestelle Zwinglistraße und den Wasaplatz alle vier Straßenbahnstrecken im Ostteil der Stadt. Obwohl die Buslinie nur durch den Süden und Osten der Stadt verläuft, gibt es keine Straßenbahnlinie, die nicht von der Buslinie 61 gekreuzt oder berührt wird.
Ähnlich stark genutzt wird die Buslinie 66, die den Campus mit dem nahen Hauptbahnhof verbindet. Hier verkehren auch Buslinien des Regionalverkehrs (RVSOE; Linien 333, 352, 360, 366), der Verkehrsgesellschaft Meißen (VGM; Linie 424) und zwei fast parallel laufende Straßenbahnlinien (3 und 8), die diese Strecke entlasten.
Mehrere Buslinien wurden verlängert, damit bessere Umsteigemöglichkeiten bestehen:
- Linie 81/478 (früher 81/328): ehemals zwischen Wilschdorf, Industriegebiet und Liststraße; von dort seit Juni 2007 weiter zum Bahnhof Neustadt
- Linie 84/+521 (früher 84/309): ehemals zwischen Loschwitz, Steglichstraße und Rochwitz; seit Dezember 2008 verlängert bis Blasewitz, Schillerplatz und Bühlau, Ullersdorfer Platz
- Linie 64: Mit Eröffnung der Waldschlößchenbrücke im August 2013 wurde die Linie 64 (Kaditz – Waldschlößchen) um die auf Johannstädter Seite verlaufende Strecke der Linie 74 über Striesen bis Reick, Hülße-Gymnasium verlängert. Auf Neustädter Elbseite wurde die 74 neu vergeben (Waldschlößchen – Jägerpark) und hat seitdem eine Zubringerfunktion zur Linie 64.
- Linie 66: ehemals zwischen Lockwitz/Nickern und Mockritz/Coschütz; seit Februar 2014 alle Umläufe Richtung Coschütz von dort weiter bis Freital-Burgk, dort Linienverknüpfung mit Freitaler Stadtbuslinie 166 bis Busbahnhof Deuben

Bei diesen vom Verkehrsverbund Oberelbe initiierten Veränderungen wurde durch Beseitigung von Parallelverkehr (mit den Regionalbuslinien 478 und +521)  aufwandsneutral (ohne Mehrkilometer) neben den Linienverlängerungen auch eine Verbesserung des Stadtbus-Taktes erreicht.
Die seit Februar 2014 verkehrende Linie 66/166 ist die einzige Linie, die auf ihrem kompletten Linienlauf sowohl von den Dresdner Verkehrsbetrieben als auch vom Regionalverkehr Sächsische Schweiz-Osterzgebirge betrieben wird. Somit wird ein Teil des Freitaler Stadtverkehrs nun auch mit Bussen der Dresdner Verkehrsbetriebe realisiert.
Anfang 2022 erfolgte nach einer Ausschreibung für die Leistung des Nahverkehrs des Landkreises Bautzen die Umstellung des Busverkehrs im Dresdener Norden und Umland. So verkehrt die Linie 78 von Wilschdorf über Klotzsche, Langebrück bis Schönborn im 30-Minuten-Takt, und abwechselnd alle 60 Minuten nach Radeberg und Ottendorf-Okrilla. Die Linie 77 verkehrt von Infineon aus über die Flughafenstraße entweder zum Industriegebiet Nord alle 20 Minuten, oder nach Marsdorf alle 60/120 Minuten.

### Fähre
Die DVB betreibt aktuell drei Fährverbindungen über die Elbe:
| Linienbezeichnung | Linienverlauf               |
| ----------------- | --------------------------- |
| F14               | Kleinzschachwitz – Pillnitz |
| F16               | Laubegast – Niederpoyritz   |
| F17               | Johannstadt – Neustadt      |

### Bergbahn

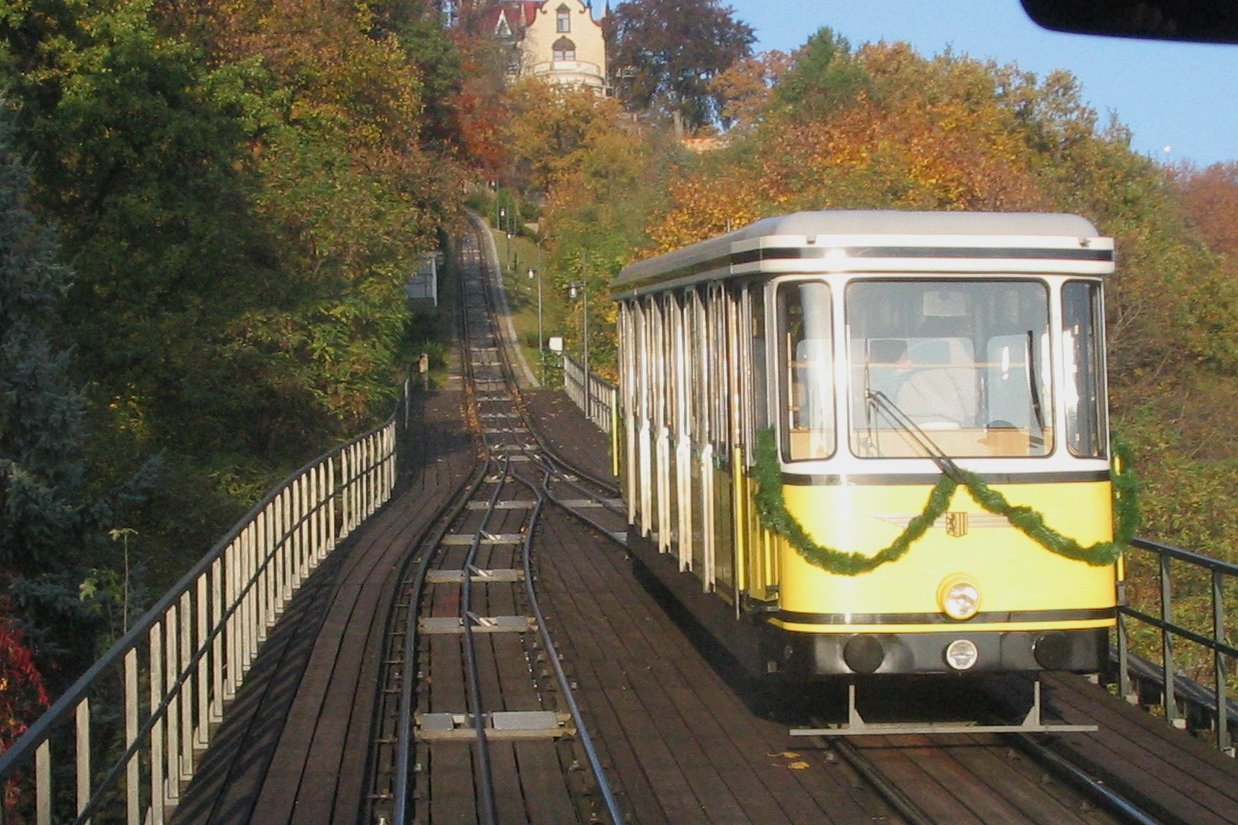
Standseilbahn in Dresden-Loschwitz

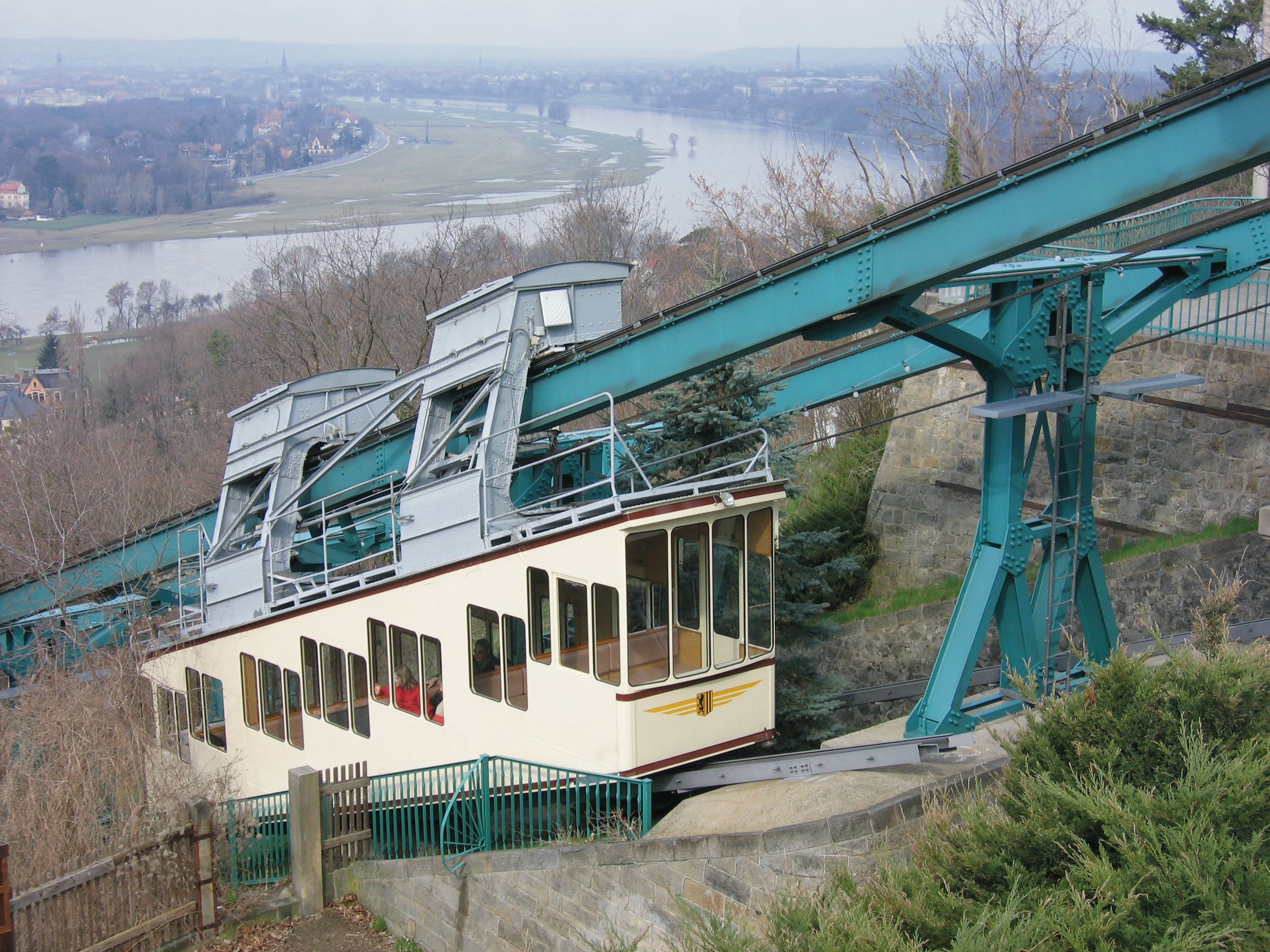
Schwebebahn in Dresden-Loschwitz

Von der DVB werden die Standseilbahn und die Schwebebahn betrieben.

### Nachtverkehr
Die DVB betreibt kein gesondertes Nachtnetz. Die meisten Straßenbahnlinien sowie wichtige Buslinien verkehren als GuteNachtLinien die gesamte Nacht hindurch gänzlich oder auf einem Teil ihrer gewöhnlichen Linienführung. Dabei werden Straßenbahnlinien sowie die Buslinien 62 und (abschnittsweise) 68 im Allgemeinen bis gegen 22:45 Uhr alle 15 Minuten betrieben, bis gegen 00:45 Uhr in einem 30-Minuten-Takt, danach alle 60 Minuten, am Wochenende sogar durchgängig alle 30 Minuten. Andere Buslinien verkehren meist nur bis etwa 1 Uhr alle 30 Minuten.
Ein Beispiel der Anpassung an das geringere nächtliche Fahrgastaufkommen ist die Straßenbahnlinie 6, die im Nachtverkehr von der Kesselsdorfer Straße aus nicht ihrer Tagesstrecke Richtung Wölfnitz folgt (die nachts weiterhin von der Linie 7 bedient wird), sondern als Linie 6/12 über die Rudolf-Renner-Straße zum Endpunkt Leutewitz weiterfährt.
Eine zentrale Rolle im Nachtverkehr spielt das „Postplatztreffen“: Dieses wurde 1925 mit dem Beginn des Sommerfahrplans in der Nacht vom 12. auf den 13. Mai eingeführt. Ab diesem Tag verkehrten alle Straßenbahnlinien, mit Ausnahme der Ring-Linie 26, bis 2.00 Uhr früh und die Linien 1, 6, 7, 11, 12, 15, 18, 19 und 22 zusätzlich rund um die Uhr, nach 2.00 Uhr aber ebenfalls stündlich.
Dabei passierten die Linien 6, 7, 15, 18, 19 und 22 den Postplatz. Ihre Fahrpläne wurden so gestaltet, dass sie am Postplatz zu annähernd derselben Zeit eintrafen, einige Minuten hielten und für die Fahrgäste untereinander Anschluss hatten. Zur Linie 11 gab es eine Anschlussmöglichkeit an der Moritzstraße sowie zu den Linien 1 und 12 am Pirnaischen Platz. Zwei Tage vor dem ersten Postplatztreffen wurde dies durch alle Dresdner Tageszeitungen bekanntgegeben. Zusätzlich gab es den Hinweis, „dass alle wichtigen in Dresden ankommenden und abfahrenden Eisenbahn-Nachtzüge guten Anschluss an die Straßenbahn-Nachtwagen haben.“
Unterbrochen durch die Luftangriffe auf Dresden 1945, wurde diese Tradition noch Ende der 1940er Jahre wieder aufgenommen. Die Postplatztreffen finden bis 0:45 Uhr alle 30 Minuten, danach alle 60 Minuten statt. In den Nächten zu Sams-, Sonn- und Feiertagen verkehren die Straßenbahnen auch nach 1:15 Uhr im 30-Minuten-Takt. Das Postplatztreffen endet wochentags 5.00 Uhr, samstags 9.00 Uhr und sonntags 10.00 Uhr. Die Fahrpläne der den Postplatz passierenden Straßenbahn- und Buslinien werden so gestaltet, dass sie sich an weiteren Haltestellen gleichzeitig zu bestimmten Uhrzeiten „treffen“. Auf geringe Verspätungen einzelner Bahnen wird in der Regel Rücksicht genommen.
So besteht an folgenden elf weiteren Umsteigehaltestellen ein Anschluss im Nachtverkehr:
- Altpieschen (landwärts)
- Altplauen
- Bahnhof Neustadt
- Bühlau, Ullersdorfer Platz
- Käthe-Kollwitz-Platz
- Lennéplatz
- Liststraße
- Mickten (stadtwärts)
- Straßburger Platz
- Schillerplatz
- Tharandter Straße

## Fahrgastinformation

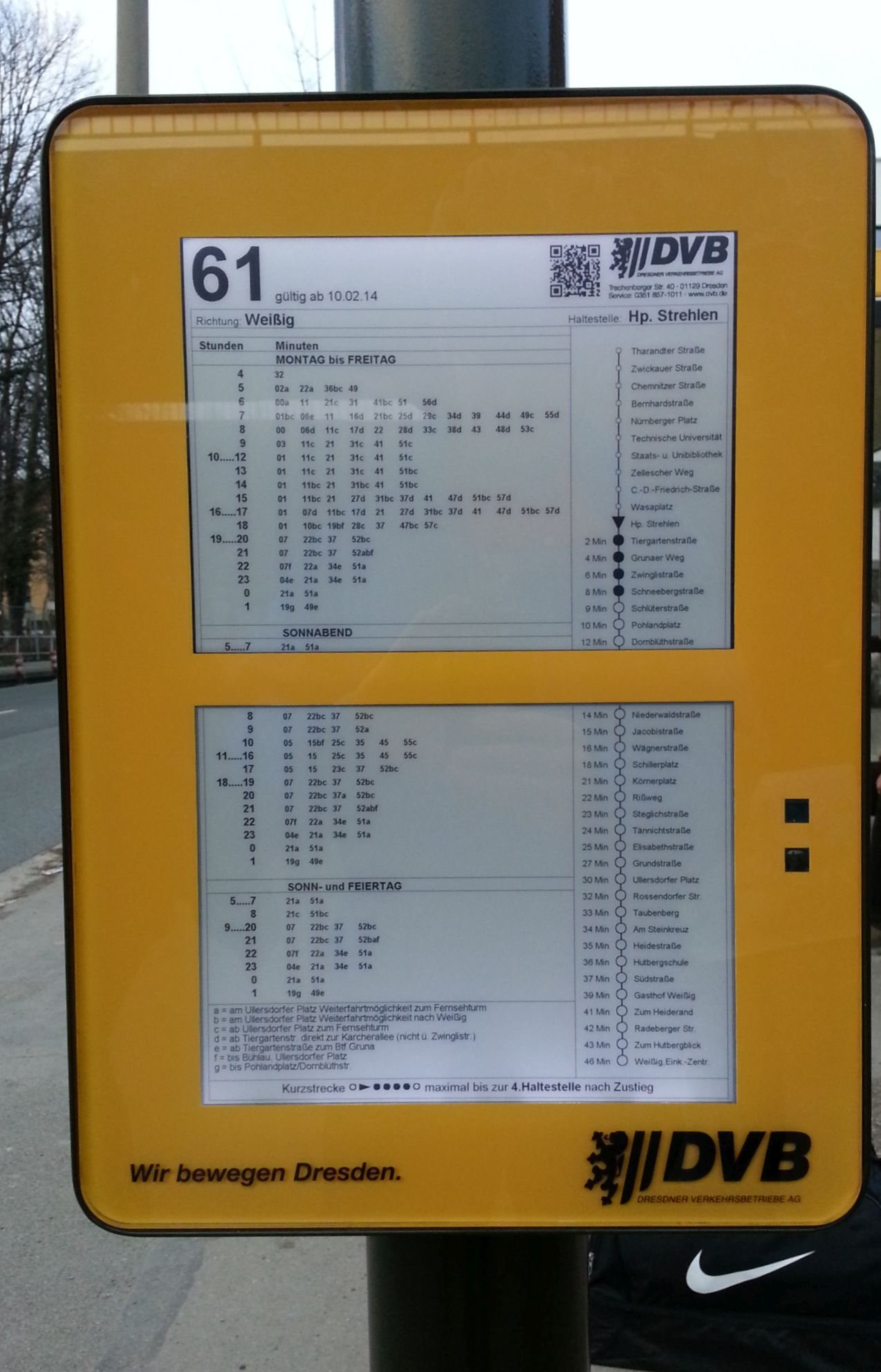
Elektronischer Aushangfahrplan der Dresdner Verkehrsbetriebe an der Haltestelle S-Bahnhof Strehlen

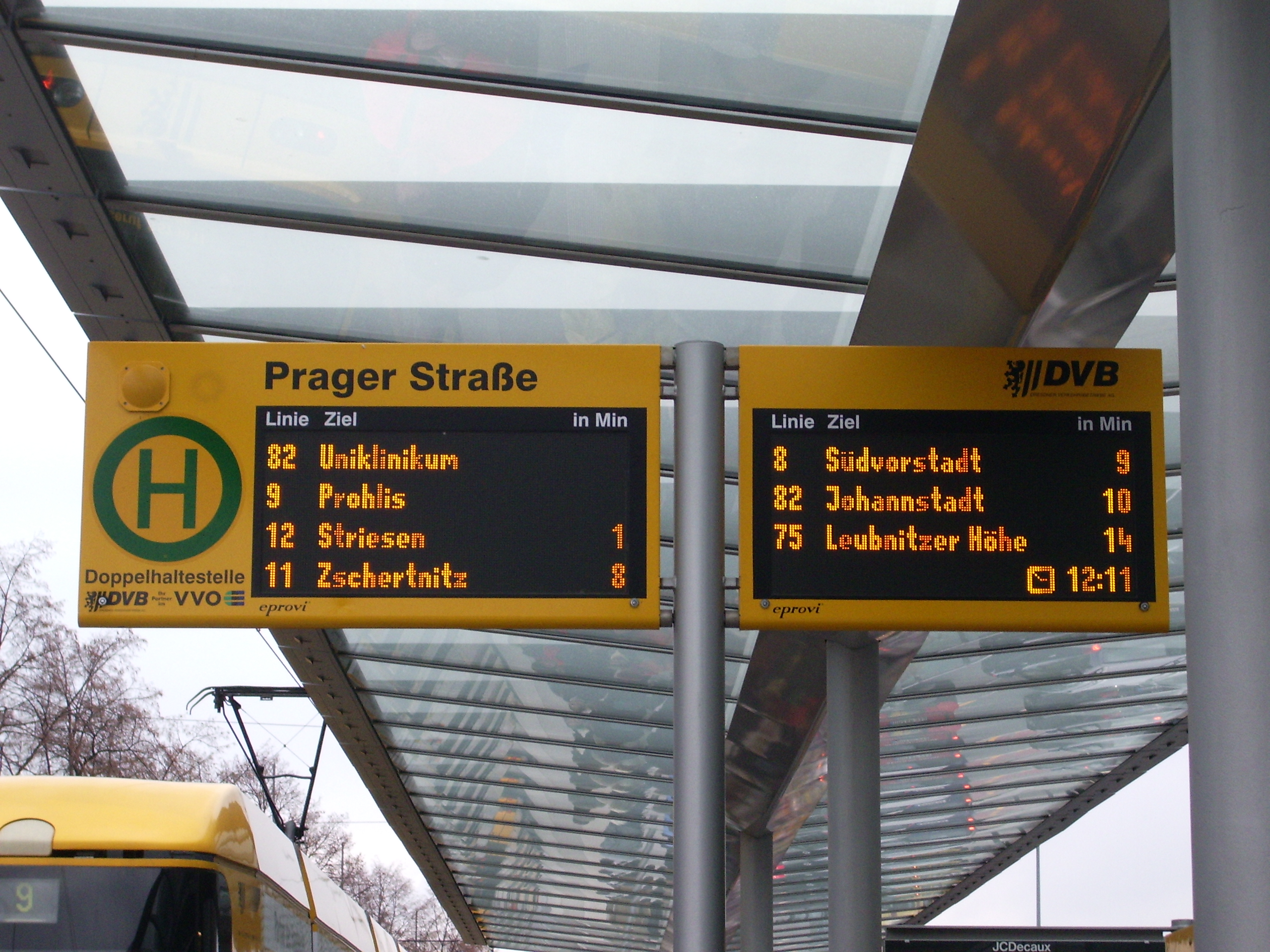
Dynamische Abfahrtsanzeige an der Haltestelle Prager Straße

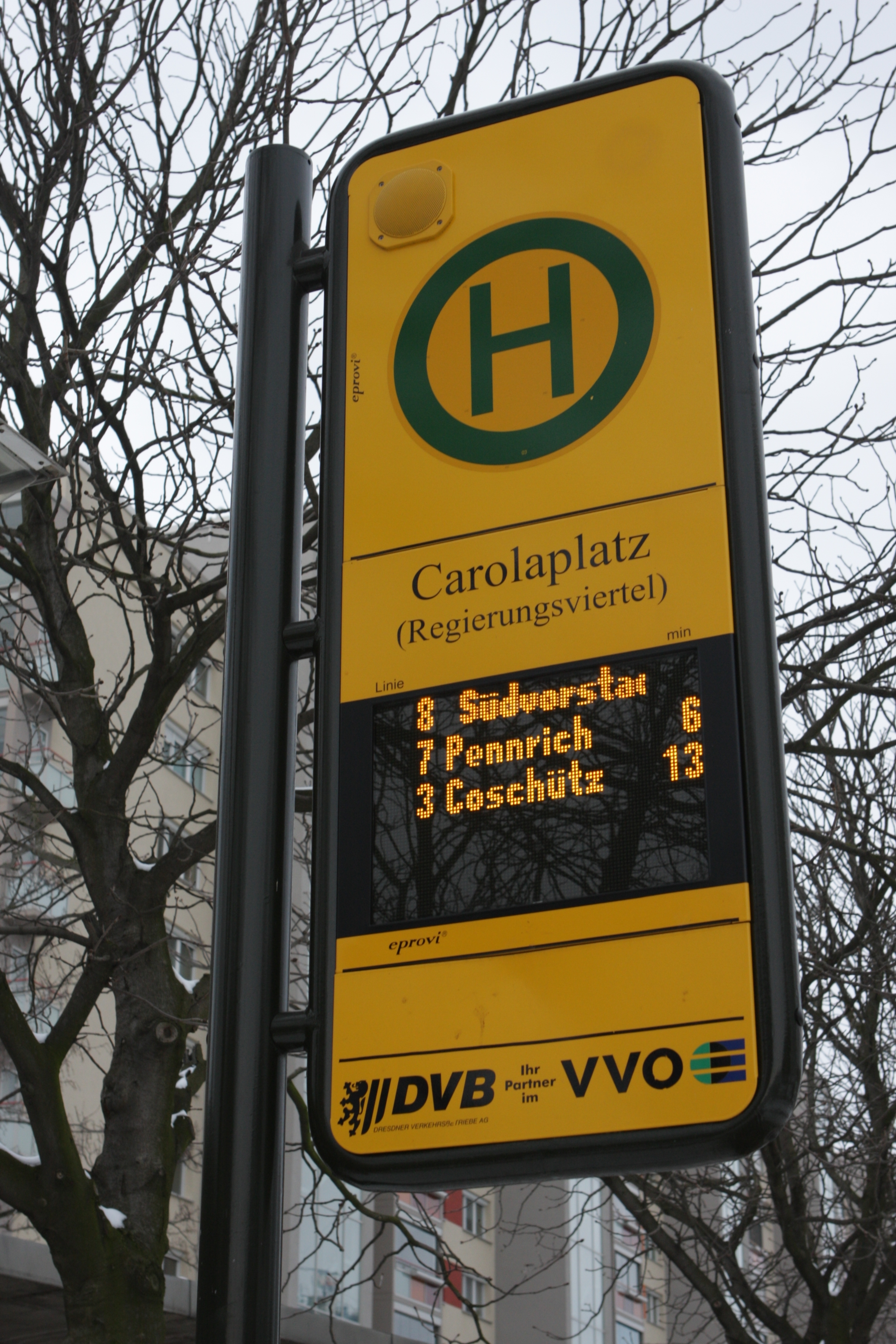
Dynamische Abfahrtsanzeige integriert am Haltestellenschild Carolaplatz (Regierungsviertel)

### Information an Haltestellen
Viele Haltestellen sind mit digitalen Fahrgastinformationssystemen zur Anzeige der nächsten Abfahrtszeiten ausgestattet. An einigen Bahnhöfen werden auch Abfahrten der S-Bahn- und Regionalzüge angezeigt. Auf den Bahnsteigen befinden sich teilweise Anzeigen für die Abfahrten von Bahn und Bus. Für kleinere Haltestellen entwickelten die DVB eine kleinere, kostengünstigere elektronische Anzeige. Die Informationen für die dynamischen Anzeigen (DFI) werden dem Rechnergestützten Betriebsleitsystem (RBL) entnommen. Dadurch wird nicht die im Fahrplan verankerte Abfahrtszeit, sondern die voraussichtlich verbleibende Echtzeit (in Minuten) bis zur Ankunft des Fahrzeugs angezeigt. Das Anzeigeformat ist dabei die Fahrzeug-Ankündigung. Als Neuheit gibt es in Dresden seit Oktober 2007 erstmals eine direkt ans lokale DFI-System angeschlossene Einrichtung außerhalb von Haltestellen und Bahnhöfen: Im Biergarten des Restaurants Schillergarten befindet sich eine Anzeige in der Größe der an Haltestellen üblichen Displays. Ab Frühjahr 2011 wurden an den Haltestellen S-Bahnhof Strehlen und Laubegast elektronische Aushangfahrpläne getestet. Im Winter 2014 wurde die zweite Generation der Fahrpläne als Test am S-Bahnhof Strehlen installiert, jedoch nach dem Umbau wieder entfernt.

### Information in Fahrzeugen

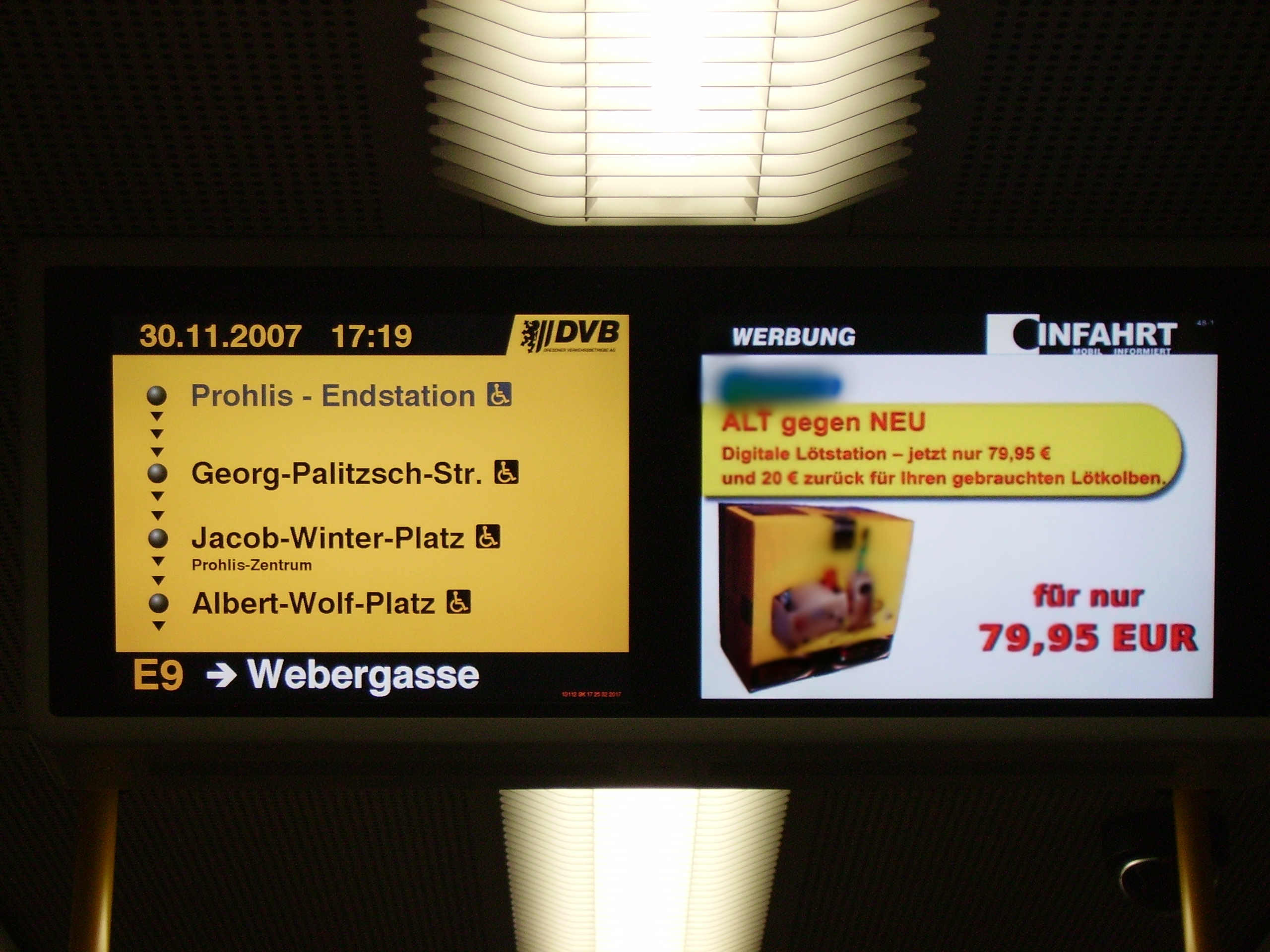
Das ehemalige Fahrgastinformationssystem im Inneren des Wagens

Niederflur-Straßenbahnwagen und Busse wurden mit einem Blindeninformationssystem ausgestattet. Wichtigste Funktion dieses Systems ist die Ansage von Linie und Ziel nach außen vor dem Einsteigen. Erreicht wird dies durch eine Fernbedienung, die eine entsprechende Ansage über die Außenlautsprecher auslöst. Haltestellenansagen in den Fahrzeugen können auf Wunsch wiederholt angesagt werden. Außerdem kann der Fahrer darüber informiert werden, dass ein Fahrgast sehbehindert ist und eventuell Hilfe benötigt.
Von Mitte der 1990er Jahre bis zum Sommer 2020, wurden in den Straßenbahnwagen die Haltestellen von Cornelia Grotsch und in den Bussen von Hans-Dieter Leinhos angesagt. Seitdem werden die Fahrgastansagen und Haltestellenankündigungen von einer männlichen und einer weiblichen Computerstimme ausgesprochen. Der Einsatz der Männerstimme in den Bussen und der Frauenstimme in den Straßenbahnen wurde dabei beibehalten.
Seit 2014 gibt es in einigen Straßenbahnwagen der neueren Niederflur-Generation sowie in allen Bussen, die mit Bildschirmen ausgerüstet sind, eine Echtzeit-Auskunft über Umsteigemöglichkeiten an der nächsten Haltestelle. So werden nicht nur die Linien angezeigt, zu denen an der folgenden Haltestelle umgestiegen werden kann, sondern auch die nächsten Abfahrten in Echtzeit zusätzlich eingeblendet.

### Individuelle Information
Fahrplanauskünfte werden per SMS erteilt, es fallen lediglich die normalen SMS-Kosten für den Fahrgast an. Zu diesem Zweck haben die DVB Mobilfunkrufnummern in den Mobilfunknetzen von D1, D2, Eplus und O2 reserviert. Der Service bietet auch Möglichkeiten Shortcuts vorzudefinieren, sodass man neben Anfragen der Form Start#Ziel#Zeit auch Anfragen der Form freundin (stellvertretend für z. B. hbf#zellescher weg#15 [Start am Hauptbahnhof; Ziel am Zelleschen Weg; Abfahrt in 15 Minuten]) senden kann. Als komfortablere Alternative zur SMS-Variante sind die Auskünfte auch über ein interaktives WAP-Portal erhältlich.
Mit Hilfe eines Widgets ist es möglich, Echtzeitinformationen für beliebige Haltestellen des Liniennetzes auf Computern anzuzeigen. Dieses Widget ist für diverse Programme verfügbar. Ein zweites erhältliches Widget ermöglicht die Anzeige von DVB-Fahrplantabellen. Für Einkaufszentren und Gaststätten ist kostenlos ein Programm verfügbar, um deren Gäste über die Abfahrtszeiten der öffentlichen Verkehrsmittel an der nächsten Haltestelle zu informieren.
Seit dem Fahrplanwechsel am 26. November 2011 ist eine für mobile Geräte wie Smartphones optimierte Webseite geschaltet. Diese bietet neben der individuellen Fahrplanauskunft auch einen aktuellen Abfahrtsmonitor für jede Haltestelle. Der Haltestellenabfahrtsmonitor kann mittels eines am Aushangfahrplan verfügbaren QR-Codes, der für jede Haltestelle anders ist, abgerufen werden. Seit November 2016 gibt es eine offizielle App namens DVB mobil für Android und iOS, außerdem wurde die mobile Webseite überarbeitet. Zusätzlich kann man seit Juni 2018 über die App in Kooperation mit HandyTicket Deutschland-Tickets direkt über die App kaufen.

### Servicepunkte

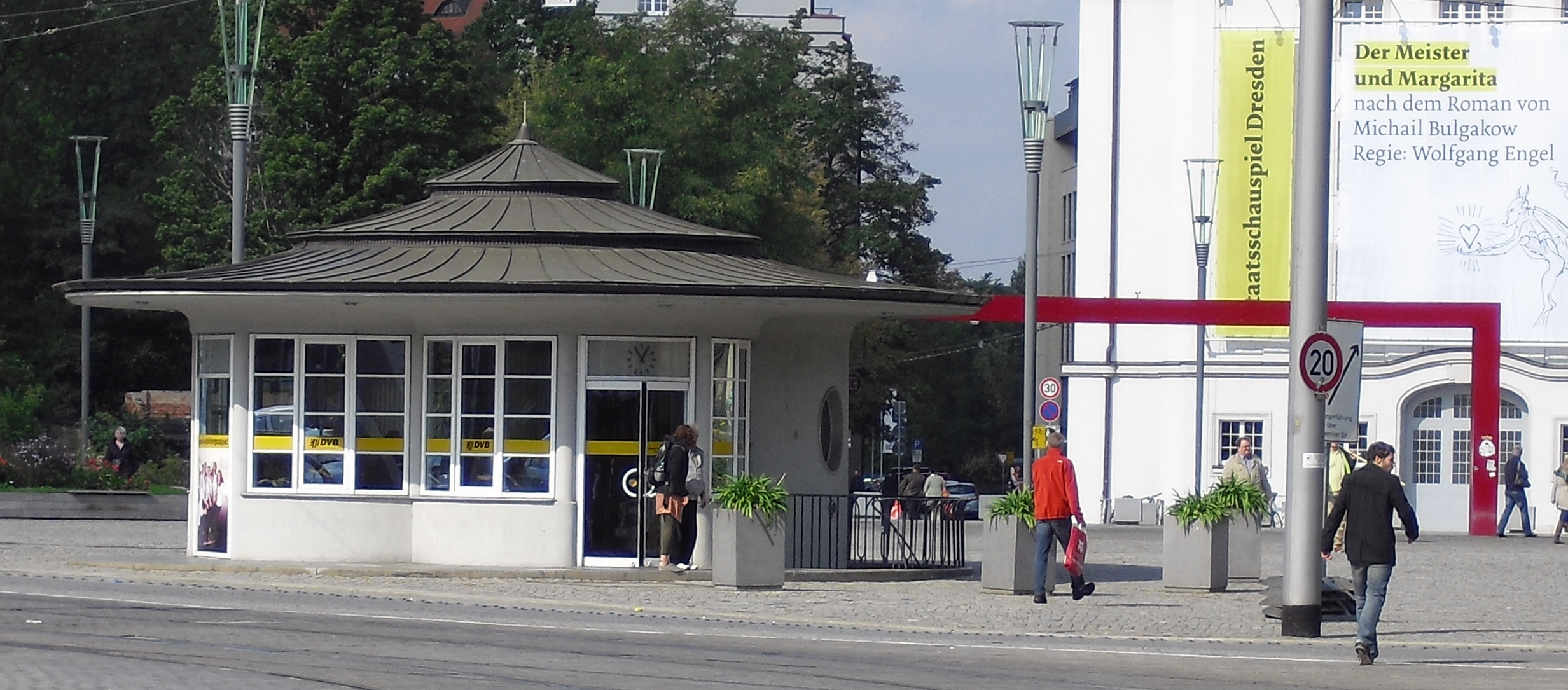
Ehemaliger DVB-Servicepunkt Käseglocke auf dem Postplatz

Die Dresdner Verkehrsbetriebe unterhalten an zentralen innenstädtischen Verkehrsknotenpunkten ein Kundenzentrum und drei Servicepunkte, in denen Mitarbeiter Fahrscheine verkaufen sowie Auskünfte zum Nahverkehr und zu Tourismusangeboten erteilen. Das Kundenzentrum hat seinen Sitz am Postplatz. Servicepunkte befinden sich am Wiener Platz an der Straßenbahnhaltestelle vor dem Hauptbahnhof, an der stark frequentierten Haltestelle Prager Straße am Dr.-Külz-Ring sowie im DVB-Verwaltungsgebäude am Betriebshof Trachenberge.
Von 1994 bis 2013 war in der Käseglocke am Postplatz ein Servicepunkt untergebracht, der von 2009 an als Ausbildungsobjekt für DVB-Lehrlinge diente. Danach wurde dafür der Servicepunkt am Pirnaischen Platz genutzt. Obwohl der Pirnaische Platz der bedeutendste Knotenpunkt zum Ein-, Aus- oder Umstieg im Netz der Dresdner Verkehrsbetriebe ist, war die Bedeutung seines Servicepunkts rückläufig, sodass letzterer zum 1. März 2019 geschlossen wurde. Auszubildende erhalten Praxiserfahrung seitdem im touristisch bedeutenderen Servicepunkt am Dr.-Külz-Ring. Im Jahr 2021 wurde der Servicepunkt am Albertplatz in der Neustadt dauerhaft geschlossen. Vom 27. Mai bis zum 20. Juni 2024 wurde das Kundenzentrum am Postplatz modernisiert, da es laut den DVB schon lange an die Kapazitätsgrenze stieß.

#### Karriere-Punkt
Der ehemalige Servicepunkt am Albertplatz wurde im Juni 2023 als „Karriere-Punkt“ wiedereröffnet. Fünfmal im Monat beriet die DVB dort Interessierte zu Jobs und Karrieremöglichkeiten. Die DVB muss dringend neue Mitarbeiter gewinnen, da bis 2026 etwa 500 Mitarbeiter in Rente gehen werden. Am 7. Mai 2024 gaben die DVB bekannt, dass der „Karriere-Punkt“ nach etwa einem Jahr Testbetrieb wieder geschlossen wird, da das Angebot nicht entsprechend angenommen wurde.

### Information über Linienänderungen und Baumaßnahmen
Die DVB informiert über Linienänderungen und Baumaßnahmen über Aushänge an den Haltestellen, über farblich vom Standardfahrplan abweichende Fahrpläne (oranger statt gelber Rahmen), über detaillierte Baustellen-Flyer in Servicezentren und Fahrzeugen oder über die DVB-Internetsite.

## Tarif

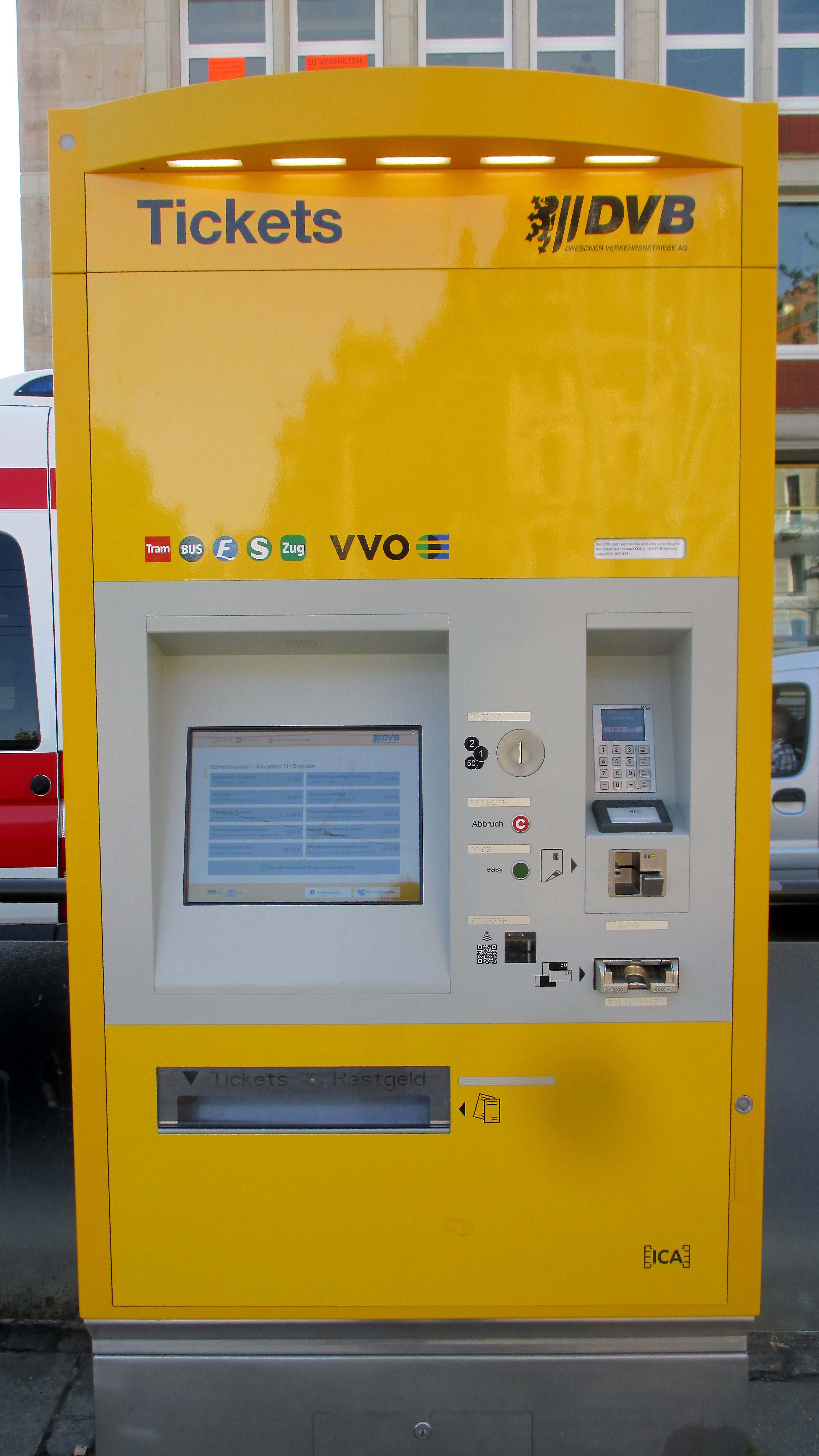
Ticket-Automat am Pirnaischen Platz, Mai 2018

Für alle Verkehrsmittel des Linienverkehrs der Dresdner Verkehrsbetriebe gilt der Tarif des Verkehrsverbunds Oberelbe (VVO). Sämtliche Linien der DVB verkehren in Tarifzone 10/Dresden, einige auch bis hinein in die Tarifzonen 31/Radeberg (Linie 78), 34/Königsbrück (Linie 78), 52/Radebeul (Linien 4 und 72), 61/Freital (Linien 66/166, 86) sowie 70/Pirna (Linien 65, 83, 86 und 89). Die das gesamte Areal der Landeshauptstadt umfassende Tarifzone 10 ist das „Stammgebiet“ der Dresdner Verkehrsbetriebe sowie zugleich die größte und für Zeitkarten (Woche oder länger) auch teuerste Zone im VVO-Gebiet. Ab Mai 2018 wurden durch die Dresdner Verkehrsbetriebe alte Fahrkartenautomaten durch neue ersetzt. Indes wurden im selben Jahr die beiden Bezahlmethoden Google Pay und Apple Pay eingeführt. E-Tickets sind über die hauseigene App DVB mobil erhältlich.

### Fahrradmitnahme
Inhaber der Monatskarte und ermäßigten Monatskarte, der Abo-Monatskarte und ermäßigten Abo-Monatskarte, der 9-Uhr-Monatskarte und 9-Uhr-Abo-Monatskarte, des BildungsTickets sowie des Zusatzticket Plus Mitnahme beim Deutschlandticket können, wie im gesamten Verkehrsverbund Oberelbe, ihr Fahrrad kostenfrei mitnehmen. Bei der Nutzung von Einzelfahrscheinen, Tageskarten, Wochenkarten und des Deutschlandtickets ist für die Mitnahme eines Fahrrads eine Fahrradtageskarte oder Fahrradmonatskarte erforderlich.

## Forschung
Die Dresdner Verkehrsbetriebe treten in der vor allem in Dresden vorhandenen Forschungslandschaft der Verkehrswissenschaften, insbesondere der Fakultät Verkehrswissenschaften „Friedrich List“ der TU Dresden, als Forschungspartner und Auftraggeber bei verschiedenen Projekten auf.

### ALLFA-Ticket
Zusammen mit dem Fraunhofer-Institut für Verkehrs- und Infrastruktursysteme sowie Partnern aus dem Verkehrsverbund Oberelbe führten die Verkehrsbetriebe bis Oktober 2005 das Feldexperiment eines elektronischen Tickets unter Nutzung der VDV-Kernapplikation durch. Betreten und Verlassen des Fahrzeugs wird über den im Ticket eingebauten RFID-Chip registriert. Es ist daher kein Zutun seitens des Fahrgasts notwendig. Im praktischen Einsatz ermöglicht diese Technologie eine kilometerweise stattfindende Abrechnung und damit Volumentarife. Bedenken gegen eine solche Technologie gibt es wegen des Datenschutzes. Diese werfen dem Prinzip vor, dass es das Mobilitätsverhalten der Fahrgäste dokumentiere und die gesammelten Daten für kommerzielle oder staatliche Überwachungszwecke missbraucht werden könnten.

### App-Ticket

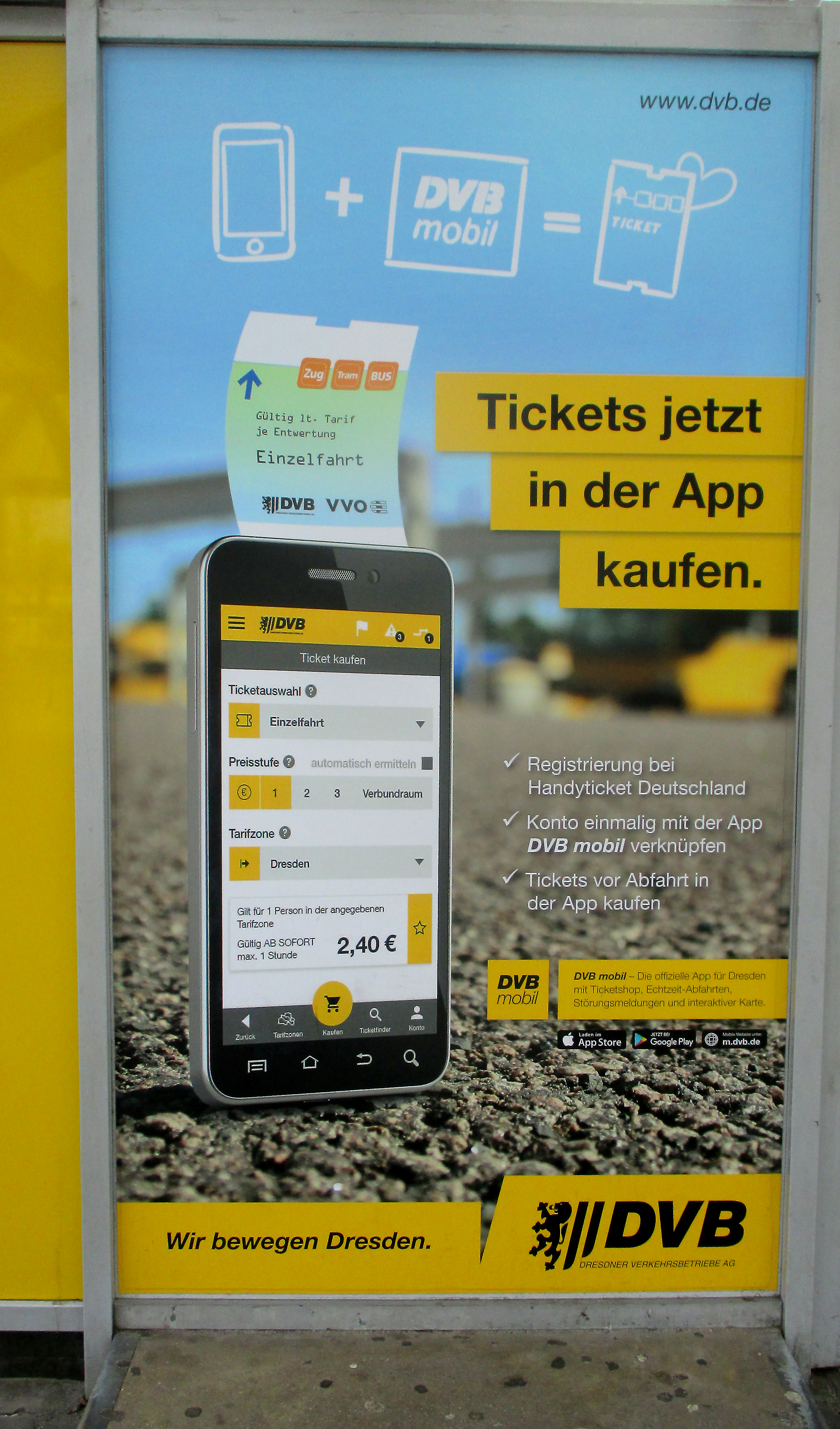
Kundeninformation zum App-Ticket

Tickets können bei den Dresdner Verkehrsbetrieben auch über eine mobile App gekauft werden. Seit 2020 nehmen die DVB zudem an der App Fairtiq teil, mit der ein Check-in-/Check-out-System eingeführt wurde. Die App berechnet automatisch das für den Fahrgast günstigste Ticket.

## MOBI

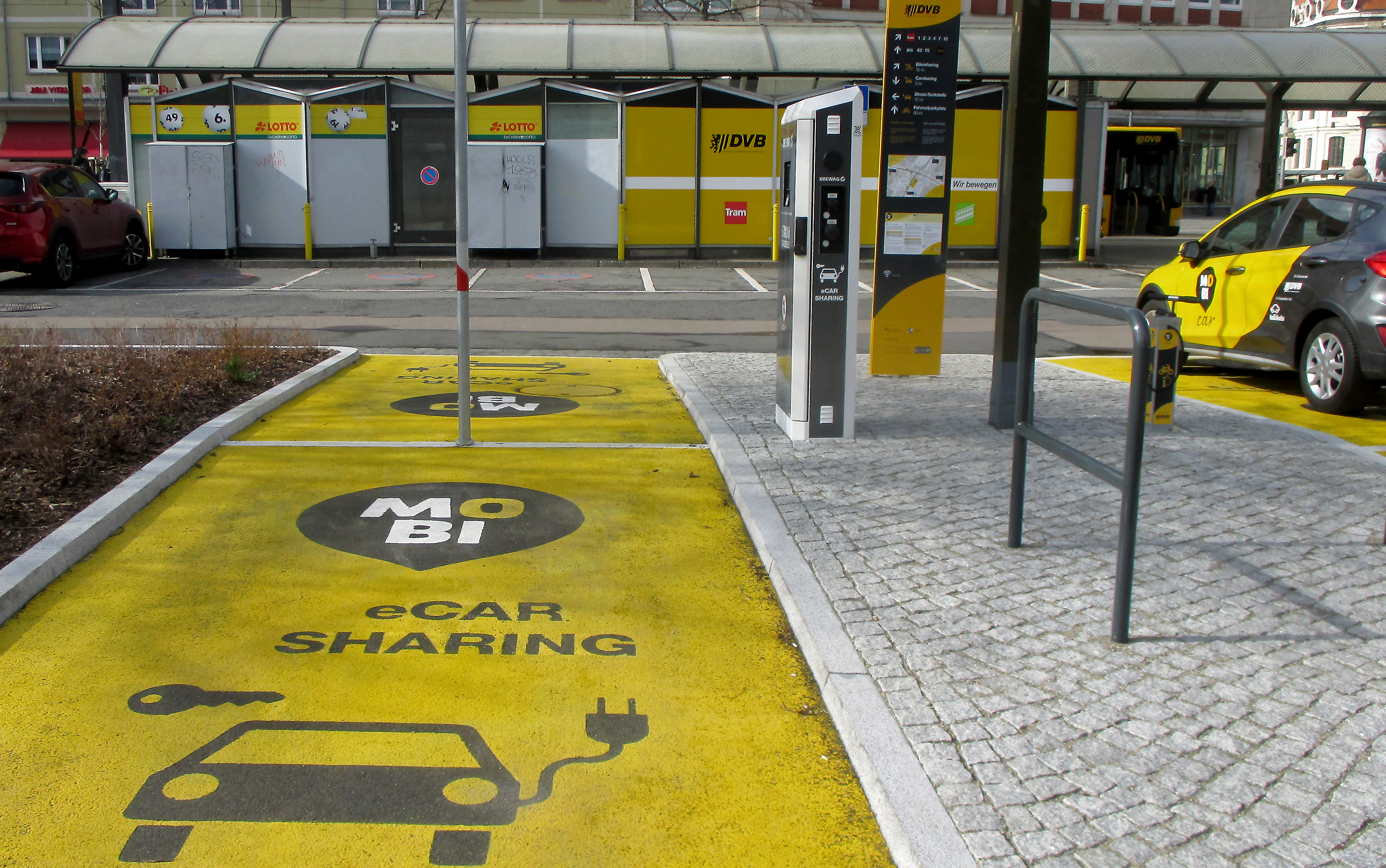
MOBIpunkt am Pirnaischen Platz

Die Dresdner Verkehrsbetriebe schufen mit MOBI ab dem 21. September 2018 ein Konzept der nachhaltigen und umweltfreundlichen Mobilität. Das MOBI-Angebot umfasst 600 MOBIcars (ein Carsharing in Kooperation mit teilAuto), 2000 MOBIbikes (ein Bikesharing in Kooperation mit nextbike by TIER), 14 MOBIcargobikes (ein Lastenrad-Bikesharing ebenfalls in Kooperation mit nextbike by TIER) sowie über 40 Stromtankstellen der SachsenEnergie. Aktuell (Stand: August 2025) existieren bereits 68 MOBIpunkte und über 450 virtuelle Rückgabestationen für MOBIbikes. Die Anzahl der MOBIpunkte soll in den nächsten Jahren auf 76 steigen.
Seit Anfang 2024 gibt es ergänzend die MOBI-App, über die eine Verbindungsauskunft direkt aus dem Stadtplan heraus möglich ist. Seit Juli 2025 kann auch ein alita über die App bestellt werden.

## Beteiligungen
Die DVB ist der Mehrheitsgesellschafter (74,9 %) der VCDB VerkehrsConsult Dresden-Berlin GmbH sowie an der Verkehrsgesellschaft Meißen mbH (VGM). Außerdem ist die DVB mit 49 % an der Taeter Tours GmbH beteiligt, die auch Auftragsfahrten für die DVB ausführt. Über die Anteilsverwaltungsgesellschaft Dresden GbR hält die DVB gemeinsam mit dem Verkehrsverbund Oberelbe (VVO) Anteile an der VDV eTicket Service GmbH & Co. KG, Köln.